# Дубна
Дубна́ — город, наукоград на севере Московской области (в 121 км от Москвы), крупнейший в России центр по исследованиям в области ядерной физики. Население — 74 032 чел. (2024 г.).
Город расположен на реке Волге, ограничен реками Дубной и Сестрой, каналом имени Москвы и Иваньковским водохранилищем. Единственный населённый пункт Московской области, расположенный на Волге.
Город областного подчинения, образует одноимённый городской округ. Граничит на востоке и севере с Кимрским районом, на западе с Конаковским районом Тверской области, на юге с Талдомским городским округом Московской области. Территория — 6315 га. На территории города расположена Иваньковская ГЭС, по сооружениям которой проложен автомобильный переход, соединяющий район города левый берег с правым берегом, на котором находятся районы города «Большая Волга», «Чёрная речка» и «Институтская часть». Кроме того, в состав города входят бывшие деревни Ратмино, Юркино и Козлаки, а также посёлок Александровка.

## Этимология
Гидроним Дубна, как и ряд других русских гидронимов с основой дуб, вероятнее всего, имеет балтское происхождение. Так, анализируя гидронимию Верхнего Поднепровья, В. Н. Топоров и О. Н. Трубачёв отмечали, что Добысна (варианты Дубосьня и др.) «может быть связана с балт. dub-, нередким в гидронимии, ср. литовским „Dubysa“»; В. А. Никонов подмосковный гидроним Дубна объяснил из славянского «дуб» («река в дубовом лесу»), но оговорил, что «возможна балтийская основа dubus 'глубокий'». Современное русское осмысление слово Дубна приобрело в процессе длительного употребление голядского гидронима русским населением.
Прилагательное от названия города по решению местного горсовета пишется через «е»: дубненский. При этом, согласно словарю-справочнику Е. А. Левашова «Географические названия. Прилагательные, образованные от них. Названия жителей», одинаково допустимы написания дубне́нский, дубни́нский и дубе́нский, а согласно Русскому орфографическому словарю, издаваемому Институтом русского языка РАН, — только дубнинский. Писатель М. М. Пришвин в своем рассказе «Башмаки» 1925 года использовал прилагательное дубенский.

## История

### Ранняя история

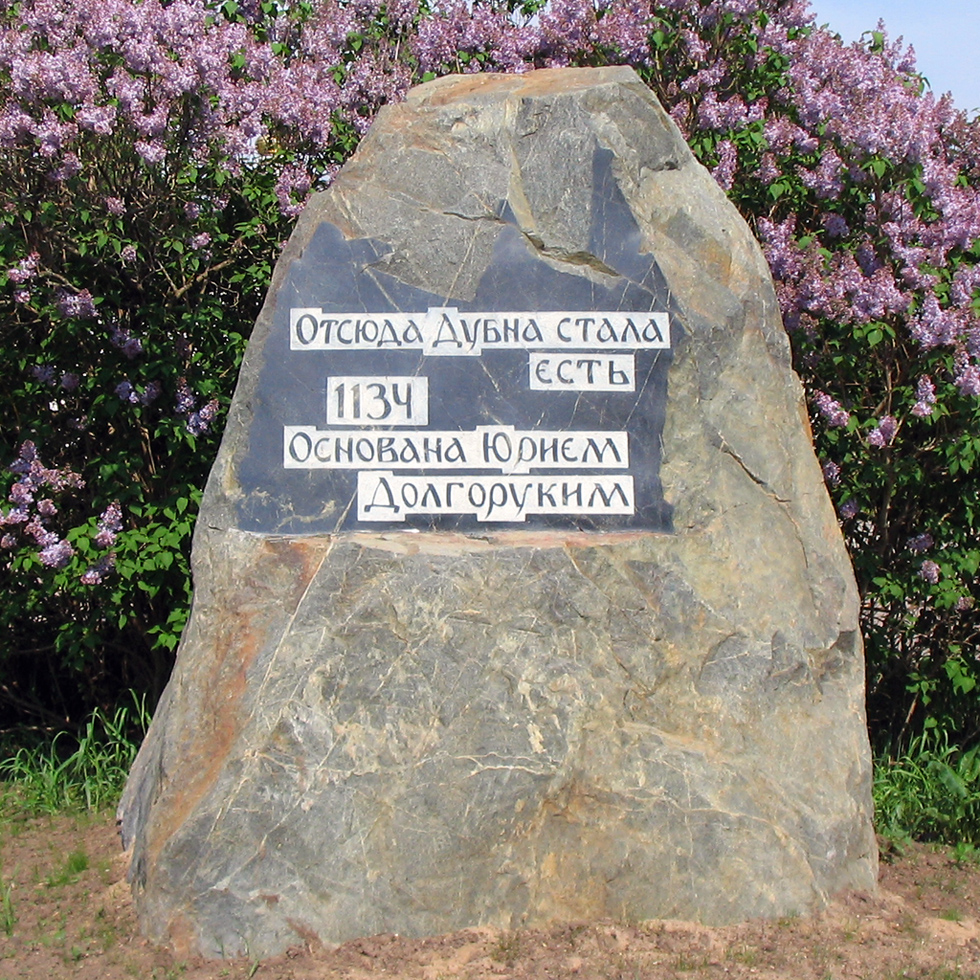
Камень, посвящённый основанию Дубны (район Ратмино)

А. В. Успенская считает, что в Древней Руси существовал город Дубна, который возник в начале XI века. На Ратминском поселении (городище Дубна) XII—XIII веков было найдено около 50 пломб (третье место после Дрогичина и Великого Новгорода). Площадь города составляла около 6 га. Это свидетельствует о том, что древнерусская Дубна была важным таможенным пунктом на границе владений Великого Новгорода и Северо-Восточной Руси.
По мнению местных историков, первое упоминание в летописях о древнерусской Дубне относится к 1134 году; городок на границе ростово-суздальских и новгородских земель основал князь Юрий Долгорукий. Город упомянут первый раз в связи с тем, что его окрестности опустошил новгородский князь Всеволод. Хотя некоторыми исследователями эти утверждения оспариваются.
Городок Дубна, принадлежавший князю Ярославу, был сожжён новгородским войском князя Мстислава Удатного в 1216 году и окончательно уничтожен во время монгольского нашествия на Русь в 1238 году. В дальнейшем на его месте существовал таможенный пост Ду́бненское мыто, затем — село Городище на устье Дубны и дворянская усадьба.

### Строительство канала имени Москвы. Посёлок Большая Волга
В 1932—1937 годах строительство канала имени Москвы для снабжения водой с Волги Москвы. Для строительства был создан Дмитлаг ОГПУ НКВД. Центр строительства располагался в городе Дмитрове. Бараки с заключёнными по всей длине канала.
В 1935 году заключёнными-каналоармейцами была проложена одноколейная железнодорожная ветка Вербилки — Большая Волга для строительства канала. Также была проложена дорога А104 от Дмитрова.
В 1937 году было запущено движение по каналу.
10 октября 1937 года Всероссийский Центральный Исполнительный Комитет под председательством М. И. Калинина принимает постановление, в котором сказано: «Отнести к категории рабочих посёлков населённый пункт Иваньково при Волжских гидросооружениях Кимрского района Калининской области, сохранив за посёлком его прежнее наименование. Включить в черту рабочего посёлка Иваньково территорию при Волжских гидросооружениях, Пекуновского винокуренного завода, строительства завода № 30 и селений Подберезье и Крева с их сельскохозяйственными землями».
После завершения строительства 31 января 1938 года Управление эксплуатации канала Москва — Волга было передано в подчинение Наркомвода, а Дмитлаг был реорганизован в Отдельный Дмитровский район ГУЛАГа. Бывшая инфраструктура Дмитлага на Волге вошла в Волжский участок, в дальнейшем известный как посёлок Большая Волга. В том же году район был преобразован в ИТЛ Дмитровского механического завода, просуществовавший до 1940 года.
Учитывая, что официально железнодорожная станция Большая Волга была передана в Московскую железную дорогу в 1940 году, то вероятно станция и посёлок при ней числились в ИТЛ Дмитровского механического завода.
Все они формируют посёлок Иваньково Кимрского района Калининской области по названию деревни, ранее находившейся на этом месте.
Следом на левом берегу Волги стал строиться завод гидросамолётов и рабочий посёлок при нём, в ряде документов называемый «Новостройка».
Определённая путаница в названиях сохраняется всё время существования посёлка Иваньково. Левобережную часть посёлка Иваньково в целом ряде официальных документов называют посёлком Подберезье, а правобережную — Большая Волга.
В дальнейшем Иваньково вырастает в город.

### Период Великой Отечественной войны
В ноябре 1941 года, когда создалась угроза захвата немцами территории посёлка Иваньково, силами сапёрных частей (114-й ОМИБ и спецвзвод № 17) под общим командованием старшего помощника Начальника 2-го отдела Инженерного Управления Западного фронта майора Ивана Васильевича Волкова были подготовлены к взрыву Волжская (Иваньковская) плотина и другие важные объекты.
В мае-июне 1943 года, после проведения авиацией Великобритании операции Chastise (англ. chastise «наказание», «порка»), в ходе которой удалось разрушить плотины в Рурской области Германии, оборона Волжской плотины была существенно усилена зенитным вооружением и противоторпедными сетями.
С конца 1943 года по май 1944 года в левобережной части Иваньково дислоцировался 1-й отдельный женский запасной стрелковый полк. Командир полка Озол Карл Иванович. В 1944-45 г.г. в посёлке действовали окружные курсы младших лейтенантов Московского военного округа (начальник курсов — полковник Васильев Николай Васильевич) и курсы усовершенствования офицеров пехоты (начальник курсов — генерал-майор Чернюгов Спиридон Сергеевич).
18 октября 1945 года распоряжением Совета Народных Комиссаров создаётся Научно-исследовательский институт постоянного тока (НИИПТ) и опытный завод при нём. Место размещения — посёлок Подберезье. Институт и опытный завод должны были работать над проектом «Эльба». 20 октября 1946 г. НИИПТ переводится в Москву.
В октябре 1946 года из Германии с фирм «Юнкерс» и «Зибель» туда прибывают около пятисот немецких специалистов (с учётом семей — более полутора тысяч человек). Наиболее известными среди них были Брунольф Бааде и Хайнц Рессинг. Деятельность немецких специалистов в Иваньково закончилась в 1953 году.

### Создание военно-научного посёлка, получение статуса города, объединение с Иваньково
Территория современного города первоначально входила в состав Тверской губернии с момента учреждения оной, в советское время (до 1956—1958 годов) — в состав Калининской, затем — Московской области. Хронология официальных документов по образованию и развитию институтской части современной Дубны такова.
11 февраля 1943 выпущено секретное распоряжение Государственного комитета обороны о начале практических работ по созданию атомной бомбы (атомного проекта СССР).
13 августа 1946 постановлением правительства СССР № 1764-766сс «О строительстве мощного циклотрона (установки „М“)» принято решение о создании синхроциклотрона (установка «М») в рамках Атомного проекта СССР. Для строительства синхроциклотрона выбран район Иваньковской ГЭС.
В октябре 1946 в восточной правобережной части Иваньково начались подготовительные работы к строительству синхроциклотрона, ставшего первым дубненским ускорителем, и созданию научного посёлка, составившего основу институтской части современной Дубны. В начале 1947 года на окраине деревни Ново-Иваньково начато строительства засекреченного военно-научного посёлка физиков («городка») для создания синхроциклотрона (населённый пункт при лаборатории «М») (Протокол заседания НТС ПГУ № 58 от 27.01.1947 г.). В силу закрытости, посёлок формируется как отдельный населённый пункт, и будет вновь объединен с Иваньково в один город только в 1960 году. На правом берегу Волги в марте 1947 года к востоку от посёлка Большая Волга была организована секретная «Гидротехническая лаборатория» (ГТЛ), переименованная позднее в Институт ядерных проблем АН СССР.
2 мая 1949 подписано постановление правительства СССР по созданию синхрофазотрона в районе населённого пункта при лаборатории «М».
17 марта 1954 указом президиума Верховного Совета РСФСР научный посёлок в правобрежной части Иваньково был рассекречен с присвоением ему официального наименования «рабочий посёлок Дубна».
26 марта 1956 было подписано соглашение между правительствами социалистических стран об образовании в посёлке Дубна Объединённого института ядерных исследований (ОИЯИ) на базе двух научных учреждений, созданных в посёлке ранее: ИЯПАН (на базе синхроциклотрона) и ЭФЛАН (на базе синхрофазотрона).
24 июля 1956 в связи с организацией Объединённого института ядерных исследований (ОИЯИ) указом президиума Верховного Совета РСФСР № 762/14 «О преобразовании рабочего посёлка Дубно Калининской области в город областного подчинения» рабочий посёлок был преобразован в город областного подчинения в составе Калининской области с сохранением за ним прежнего наименования, при этом наименование населенного пункта в указе было ошибочно указано как «Дубно». Построенные в Дубне синхроциклотрон и синхрофазотрон в 60-х годах были крупнейшими в мире ускорителями заряженных частиц и сыграли значительную роль в развитии физики.
22 сентября 1956 года указом президиума Верховного Совета РСФСР № 751/21 «О расширении черты города Дубно Калининской области и его передаче в состав Московской области» в состав города Дубно были включены поселок Большая Волга Иваньковского поселкового Совета, а также населенные пункты Александровка, Козлаки, Ново-Иваньково, Ратмино и Юркино Александровского сельсовета Кимрского района Калининской области, при этом город Дубно был передан из Калининской области в состав Московской области.
25 декабря 1957 года Московский областной совет депутатов трудящихся ходатайствовал перед Президиумом Верховного Совета РСФСР об уточнении названия города. 8 января 1958 года указом президиума Верховного Совета РСФСР было утверждено переименование города: «Город Дубно Московской области впредь именовать городом Дубна».
4 марта 1958 года Исполнительный комитет Московского областного совета депутатов трудящихся принял решение включить рабочий посёлок Иваньково в черту города Дубна. 28 апреля 1958 года Исполнительный комитет Московского областного совета депутатов трудящихся отменил своё предыдущее решение от 4 марта 1958 года.
22 мая 1958 указом президиума Верховного Совета РСФСР принято решение об исключении населённого пункта Большая Волга из состава города Дубны и включении его в состав посёлка Иваньково на левом берегу Волги, с образованием города Иваньково.
13 декабря 1960 года указом президиума Верховного Совета РСФСР № 731/16 «Об объединении городов Дубны и Иваньково Московской области» города Дубна и Иваньково были объединены в один город Дубна.

### Новейшая история
В 1973 году в городе открыт приборный завод «Тензор», выпускавший помимо прочего приборы для атомных электростанций, что способствовало экономической значимости города. Через три года после этого был создан НИИ «Атолл», где началась разработка систем контроля за подводной и надводной обстановкой на различных акваториях. В 1977 году началось строительство объекта «Азимут-М2», позже преобразованного в Станцию космической связи № 2. Во время проведения московской Олимпиады станция обеспечивала трансляцию игр на страны Европы и Атлантического региона. В настоящее время Центр космической связи «Дубна» является крупнейшим в России и одним из крупнейших в Европе.
В 1994 году в городе был открыт Международный университет природы, общества и человека «Дубна».
В 2001 году указом Президента Российской Федерации № 1472 Дубне присвоен статус наукограда.
На основании постановления Правительства РФ № 781 от 21 декабря 2005 года в Дубне была создана особая экономическая зона технико-внедренческого типа. К развиваемым направлениям деятельности в ОЭЗ «Дубна» относятся ядерно-физические и нанотехнологии, информационные и медицинские технологии, а также некоторые другие. Для привлечения компаний в ОЭЗ предусмотрены такие меры, как упрощённый порядок приобретения земельных участков, налоговые льготы, предоставление квартир ведущим специалистам и проч. Планируется, что в особой экономической зоне будет функционировать порядка 350 компаний-резидентов, что обеспечит около 10 000 новых рабочих мест.

## Климат
| Показатель                              | Янв.  | Фев. | Март | Апр. | Май  | Июнь | Июль | Авг. | Сен. | Окт. | Нояб. | Дек. | Год |
| --------------------------------------- | ----- | ---- | ---- | ---- | ---- | ---- | ---- | ---- | ---- | ---- | ----- | ---- | --- |
| Средний суточный максимум, °C           | −6,2  | −5,1 | 0,9  | 10   | 17,6 | 21,2 | 23,4 | 21,2 | 15   | 7,8  | 0,3   | −4   | 8,5 |
| Средняя температура, °C                 | −9,1  | −8,7 | −3   | 5,1  | 12   | 16,1 | 18,2 | 16,1 | 10,6 | 4,6  | −2    | −6,5 | 4,4 |
| Средний суточный минимум, °C            | −12,1 | −12  | −6,5 | 1    | 7,1  | 11,2 | 13,7 | 11,8 | 7,1  | 2,1  | −4,1  | −9,1 | 0,9 |
| Норма осадков, мм                       | 40    | 33   | 31   | 36   | 56   | 71   | 77   | 69   | 57   | 58   | 48    | 44   | 620 |
| Источник: MSN Weather, Climate-data.org |       |      |      |      |      |      |      |      |      |      |       |      |     |

Самая низкая температура воздуха в Дубне за всю историю метеонаблюдений −47 °C, температурный максимум +38 °C.
Наличие крупных водоёмов вокруг города оказывает значительное влияние на климат Дубны (влажность воздуха, температурный и ветровой режимы местности).

## Население
| 1959    | 1967    | 1970    | 1976    | 1979    | 1986    | 1987    | 1989    | 1992    | 1996    | 1998    | 2001    |
| ------- | ------- | ------- | ------- | ------- | ------- | ------- | ------- | ------- | ------- | ------- | ------- |
| 14 009  | ↗39 000 | ↗43 674 | ↗50 000 | ↗54 886 | ↗63 000 | ↗64 000 | ↗65 805 | ↗67 400 | ↗67 600 | ↗67 800 | ↘67 600 |
| 2002    | 2003    | 2005    | 2006    | 2007    | 2009    | 2010    | 2011    | 2012    | 2013    | 2014    | 2015    |
| ↘60 951 | ↗61 000 | ↗61 600 | ↗61 700 | ↗61 900 | ↗62 534 | ↗70 663 | ↗70 700 | ↗72 357 | ↗73 840 | ↗74 791 | ↗75 176 |
| 2016    | 2017    | 2018    | 2019    | 2020    | 2021    | 2023    | 2024    |         |         |         |         |
| ↗75 179 | ↘75 018 | ↗75 144 | ↘75 001 | ↘74 985 | ↘74 183 | ↗74 193 | ↘74 032 |         |         |         |         |

На 1 января 2025 года по численности населения город находился на 220-м месте из 1124 городов Российской Федерации.
Национальный состав
По итогам переписи населения 2020 года проживали следующие национальности (национальности менее 0,1 % и другое, см. в сноске к строке «Другие»):
| Национальность | Численность, чел. | Доля     |
| -------------- | ----------------- | -------- |
| Русские        | 63 544            | 85,66 %  |
| Таджики        | 587               | 0,79 %   |
| Украинцы       | 490               | 0,66 %   |
| Узбеки         | 376               | 0,51 %   |
| Армяне         | 270               | 0,36 %   |
| Татары         | 164               | 0,22 %   |
| Белорусы       | 136               | 0,18 %   |
| Другие         | 8616              | 11,62 %  |
| Итого          | 74 183            | 100,00 % |

## Образование и наука
С 2001 года Дубна имеет статус наукограда.

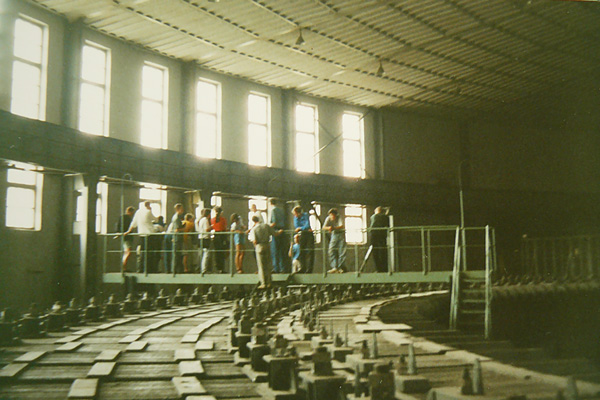
Синхрофазотрон — один из крупнейших ускорителей в мире

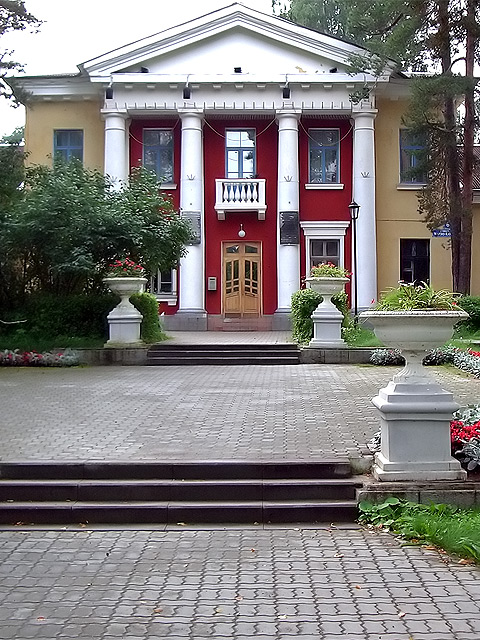
Административное здание (Дом учёных) ОИЯИ

Наука. Одно из градообразующих предприятий Дубны — Объединённый институт ядерных исследований, имеет официальный международный статус, что закреплено документально и отражается в типе финансирования научной организации. ОИЯИ является самым крупным научным центром в СССР и России. Несмотря на недостаток финансирования организация является передовым научным учреждением СНГ, а по многим показателям, таким как: количество публикаций, размер материально-технической базы, количество высокоинтеллектуальных кадров — является лидером среди других НИИ и университетов РФ.
Образование. 23 дошкольных учреждения, 12 государственных и 3 негосударственные школы. Московский областной промышленно-экономический колледж, Московский областной аграрно-технологический техникум, Центр детского и юношеского туризма и экскурсий.
Вузы:
- Государственный университет «Дубна»
- филиал НИИ ядерной физики МГУ
- филиал Российского государственного университета сервиса (МГУС)

В Дубне с 1990 г. почти каждый год проводится конференция «Наука. Философия. Религия». Истоки конференции восходят к 1960-м гг., когда по инициативе Д. И. Блохинцева в Дубне стали регулярно проходить дискуссии физиков и философов. В 2014 г. состоялась XVII конференция.
На базе Объединённого института ядерных исследований проводятся летняя школа «Современная математика» (с 2001 года) и летняя школа «Русского репортёра» (с 2012 года).
В 2005 году в Дубне была создана особая экономическая зона технико-внедренческого типа. К развиваемым направлениям деятельности в ОЭЗ «Дубна» относятся ядерно-физические и нанотехнологии, информационные и медицинские технологии, а также некоторые другие.
В 2014 г. открыт нанотехнологический центр «Дубна».

## Градообразующие предприятия

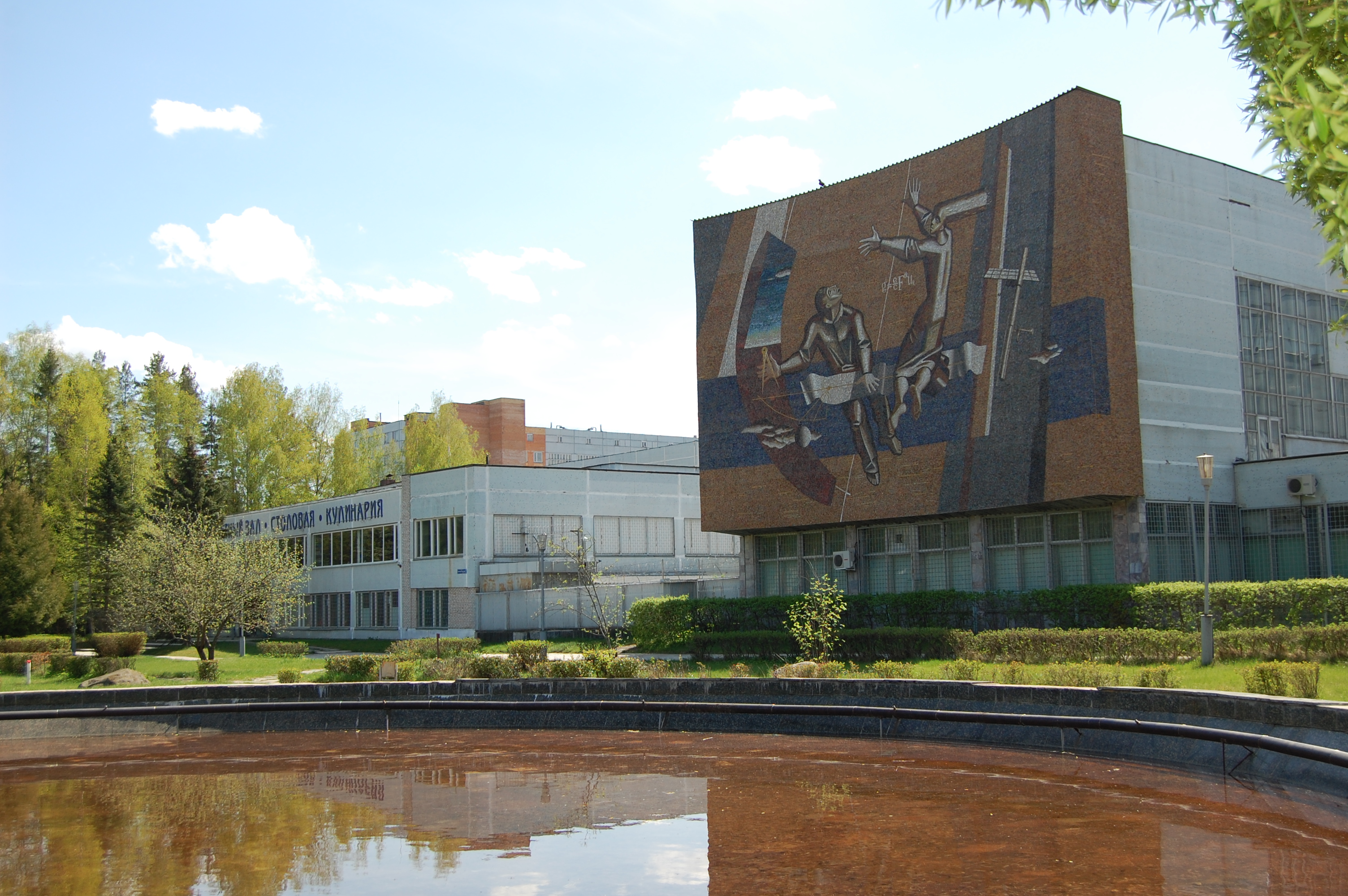
Один из корпусов завода «Тензор», украшенный мозаикой

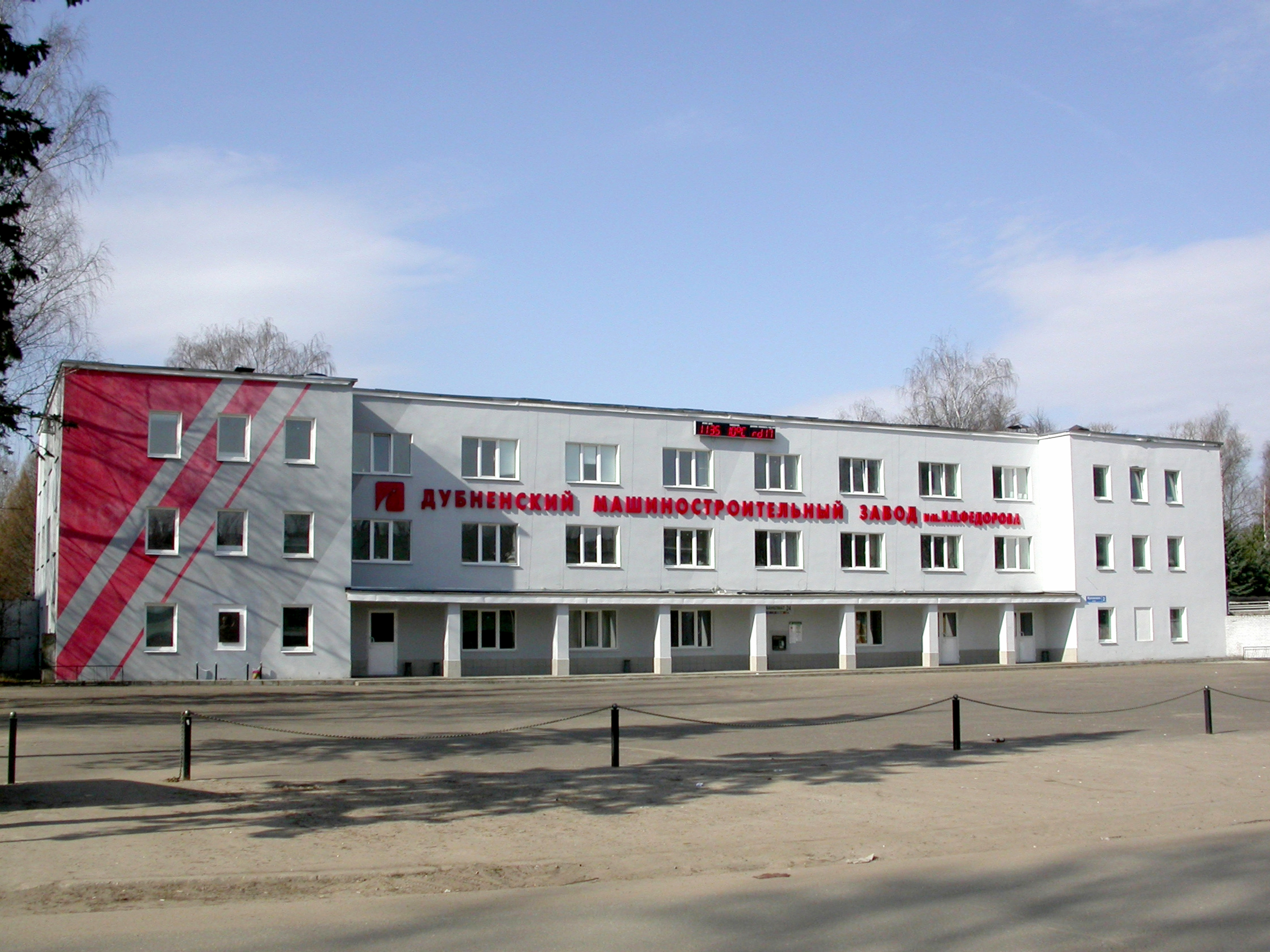
Здание проходной ДМЗ им. Н. П. Фёдорова

- Объединённый институт ядерных исследований (ОИЯИ);
- АО «Дубненский машиностроительный завод» им. Н. П. Фёдорова" (до 18 августа 2008 года — ОАО «ДМЗ-Камов»)[70];
- ОАО «Государственное машиностроительное конструкторское бюро „Радуга“ имени А. Я. Березняка»;
- ПАО «Приборный завод „Тензор“»;
- ООО «Тензор-65»[71];
- АО НИИ «Атолл»[источник не указан 679 дней];
- ООО «Микротехнология»[источник не указан 679 дней];
- ФГУП НИИ «Прикладной акустики»[источник не указан 679 дней];
- ООО «Мебельная фабрика „Экомебель“»[источник не указан 679 дней].

## Производственные предприятия
- АО «Научно-производственный центр „АСПЕКТ“ им. Ю. К. Недачина»;
- ООО «Научно производственное объединение „Атом“».
- ООО «ПСК Фарма».

## Культура
В городе действуют:
- дом культуры «Мир»,
- дворец культуры «Октябрь»,
- Дом учёных,
- кинотеатр «Волга-Волга»,
- 21 библиотека,
- детская музыкальная школа[72],

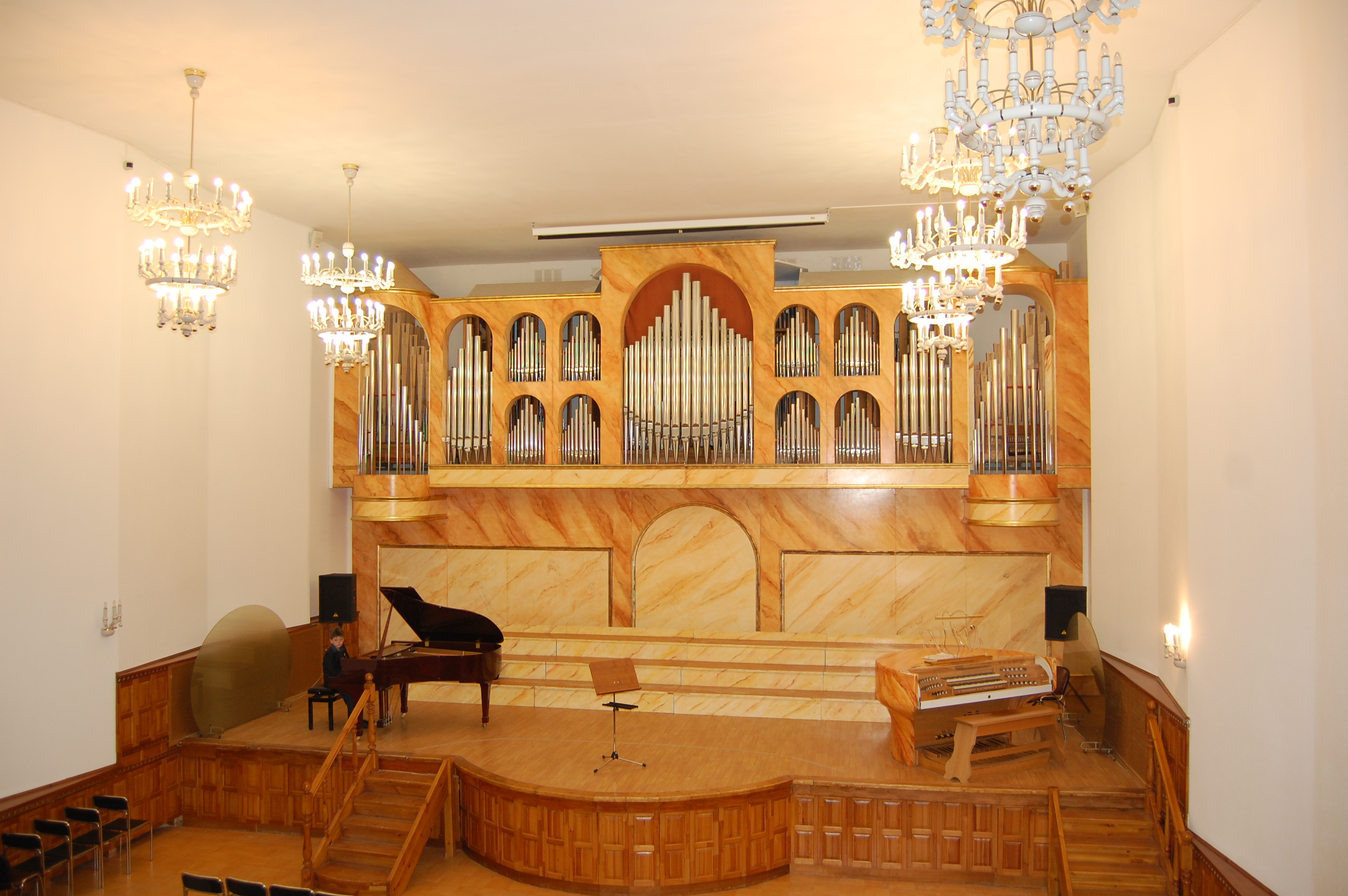
Органный зал в Дубне

- хоровая школа мальчиков и юношей «Дубна»,
- хоровая студия «Подснежник»,
- детская хоровая школа «Рапсодия»,
- детская школа искусств «Вдохновение».

В 1990 г. создан Дубненский симфонический оркестр.
В Хоровой школе мальчиков и юношей «Дубна» в 2004 г. открыт Органный зал.

### Театр
С 15 сентября 2018 года в Дубне открылся первый камерный драматический репертуарный театр-лаборатория «Квадрат».
Театр-лаборатория «Квадрат» — лауреат театральных фестивалей и конкурсов, премии губернатора Подмосковья.

### Музеи

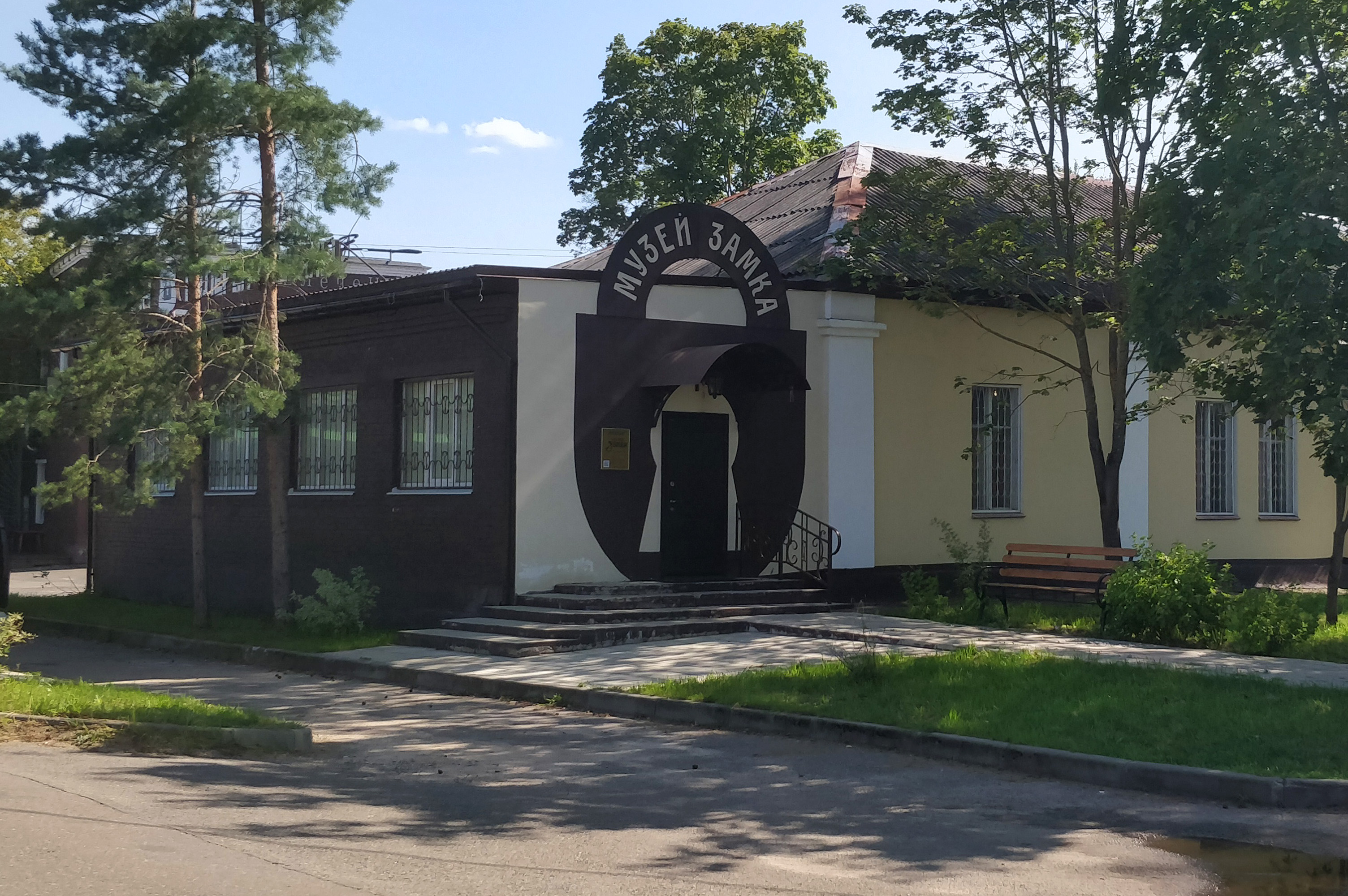
Музей замка́

- Музей Дубны[75], с отделением «История создания крылатых ракет».
- Музей истории науки и техники ОИЯИ[76].
- Музей естественной истории[77].
- Музей замка́[78].
- Музей спорта во дворце спорта «Радуга»[79].
- Культурно-исторический центр «Светоч», на основе частной коллекции антиквариата С. Р. Бабуха.

В Дубне работает Московский областной общественный фонд историко-краеведческих исследований и гуманитарных инициатив «Наследие», занимающийся пропагандой историко-культурного наследия города и района.

### Кинематограф
В Дубне проходили съёмки следующих фильмов и сериалов:
- 1938 — Волга-Волга;
- 1947 — Сказание о земле Сибирской, сцена с проездом на тройках;
- 1958 — Первый фильм про ОИЯИ[81];
- 1960 — Они были на фестивале;
- 1961 — Девять дней одного года;
- 1962 — Молодо-зелено;
- 1963 — Всё остаётся людям;
- 1965 — Западня;
- 1966 — Дубна — город дружбы учёных[82];
- 1981 — Василий и Василиса;
- 1988 — Физики;
- 1988 — Происшествие в Утиноозёрске;
- 1993 — Наследник;
- 1994 — Подмосковные вечера;
- 1995 — Крестоносец;
- 2001—2002 — Next, Next-2;
- 2002 — Бригада;
- 2003 — Громовы;
- 20xx — Промзона;
- 2011 — Классные мужики;
- 2013 — Королева бандитов;
- 2014 — Безопасность;
- 2014 — Первый фильм о работе ГосМКБ «Радуга»[83].

### Музыка
- В Дубне возникли такие музыкальные группы, как Жар-птица, Алиби, Порнофильмы и другие.
- С 2007 г. в Дубне базируется проект «МузЭнерго»[значимость факта?], позиционирующий себя как фестиваль «честной музыки» и организующий концерты и фестивали импровизационной музыки[84][85].
- В Дубне ежегодно проводится множество конкурсов для юных и опытных музыкантов, в их числе:
  - Международный конкурс имени Джона Филда,
  - Всероссийский конкурс имени Ирины Оганесян,
  - Всероссийский конкурс «Концерт для фортепиано с оркестром»,
  - областные и межзональные конкурсы.
  - Более 500 участников собирает Межзональный фестиваль «Первые шаги в искусстве» для детей до 7 лет.
- С первых лет существования и до сих пор на концертных площадках Дубны можно услышать некоторых современных музыкантов; в их числе: С. Т. Рихтер, В. В. Горностаева, Э. Д. Грач, М. С. Воскресенский, Г. М. Кремер, Т. Т. Гринденко, Б. М. Берлин, В. М. Тропп, Т. А. Зеликман, А. Ф. Хитрук, С. Е. Сенков[86],   М. В. Лидский, С. А. Главатских[87],    В. Т. Спиваков, Д. Л. Мацуев, Н. А. Борисоглебский и другие.
- В. Высоцкий часто приезжал в Дубну. Его именем названа аллея у ДК «Мир», там же установлен памятник.

## Архитектура
Дубна разделяется на несколько исторически сложившихся районов:
- Правый берег (ПБ) включает следующие районы города:
  - «Большая Волга» (БВ), активное строительство конца 1930-х годов, прерванное войной. Почти вся первоначальная застройка была снесена в 1980-е гг. Активное строительство с 1980-х гг. и по настоящее время.
  - «Институтская часть» (ИЧ), наиболее активно застраивается в 1950—1960-е гг.
  - «Чёрная речка» (ЧР), наиболее активное строительство в 1960—1970-е гг.
- Левый берег (ЛБ). включает следующие районы города:
- «Тридцатка»: по номеру авиазавода № 30, располагавшегося здесь в 1940—1942 гг. Частично сохранившийся большой массив коттеджной застройки «финскими» домами второй половины 1940-х годов, созданный для немецких авиационных специалистов фирм «Юнкерс» и «Зибель».
- «Подберезье»: частный сектор с застройкой домами 1940-х годов и более поздними, вплоть до современного строительства. Включает в себя единственный панельный многоквартирный дом по адресу ул. Кирова 5.

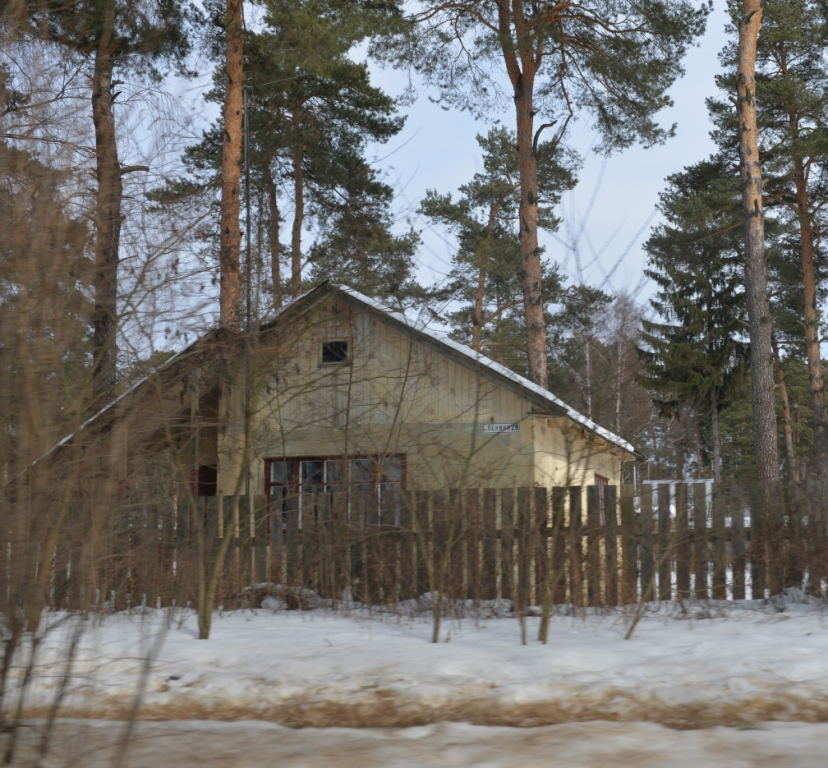
Типовой «финский» дом на одну семью, построенный на левом берегу для немецких авиационных специалистов в 1940-х годах

В городе распространено название районов по аббревиатурам. В Дубне развита местная топонимика. Многие дома имеют собственные имена: «Пентагон», «Китайская стена», «Голубой Дунай», «Титаник» и др. Территориальным центром институтской части города является площадь Мира. Она же ранее, до перемещения мэрии на окраину институтской части (в направлении бывшей деревни Ратмино), была функциональным центром города. Смысловым центром институтской части Дубны можно считать т. н. «Старую площадь» (пл. Жолио-Кюри) перед Домом учёных, район ул. Флёрова, Франка, Жолио-Кюри и Векслера. По мере интенсивного жилищного строительства и развития инфраструктуры центр активности города перемещается в район Большая Волга.

### Архитектура 1930-х гг.
Первые каменные жилые 2-х, 3-х и 4-х этажные дома появились в конце 1930-х годов в левобережной части города. Тогда же были построены 2-х этажные школы № 1 (ЛБ) и № 2 (БВ), а также здание будущей «старой» школы № 3 («немецкой») на левом берегу.

### Архитектура 1940-х гг.
Одноэтажная жилая коттеджная застройка «финскими» домами на одну-две семьи в левобережной части города.

### Архитектура 1950-х гг.
Первоначальный образ институтской части города определяет малоэтажная жилая застройка Институтской части и Чёрной Речки середины XX века. Во многом благодаря ей Дубну в советский период называли подмосковным «городом-курортом». В целом архитектурный образ Дубны этого времени типичен для советских наукоградов.
Особенно интересна коттеджная застройка, предназначавшаяся для сотрудников ОИЯИ в Институтской части на улицах Флёрова, Джелепова, Векслера, в начале ул. Мещерякова и на Чёрной речке на ул. Интернациональная и ул. Лесная. В народе они называются «коттеджами академиков». В некоторых из них сделан «евроремонт».
Типовая застройка Дубны этого времени вписывается в стилистику сталинского ампира, хотя многочисленные эркеры и асимметричные детали придают зданиям особую живописность и ассоциируются с модерном, так же как и коттеджная застройка.
Общественные сооружения этого времени увенчаны в центре традиционным фронтоном, многие из них имеют портик с колоннами или столбами или же — лоджию: бывшее здание горкома (школы), детские сады на ул. Курчатова, поликлиника и женская консультация на ул. Вавилова, гостинично-ресторанный комплекс ОИЯИ, старое здание мэрии (исполкома) и симметричный ему административный корпус № 2 ОИЯИ, здание музея ОИЯИ, Дом учителя на ул. Мира, баня на ул. Молодёжная.

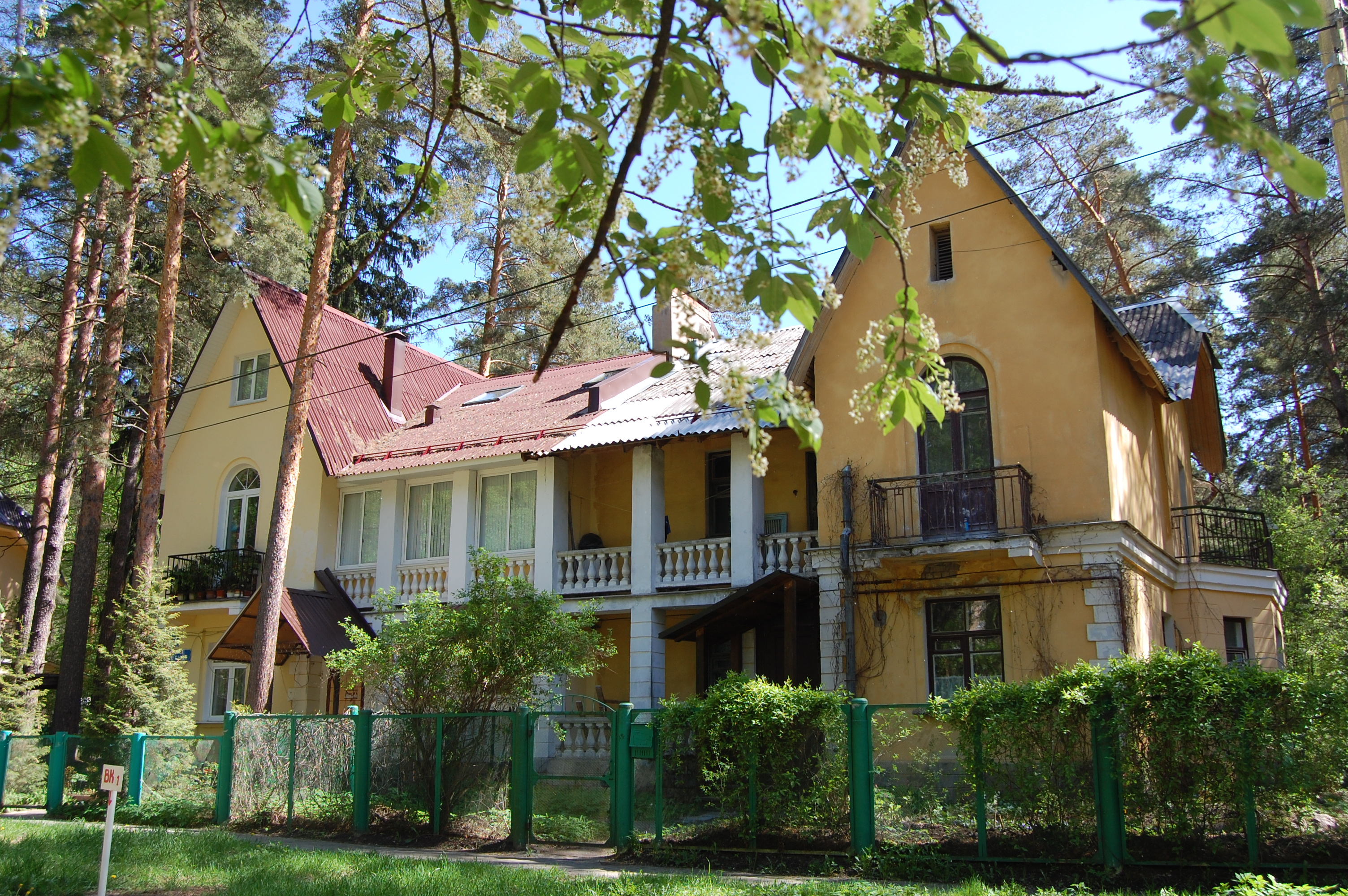
Коттедж с двухэтажной центральной частью на ул. Лесной. На фотографии хорошо видна граница между реконструированной половиной и незатронутой переделкой частью
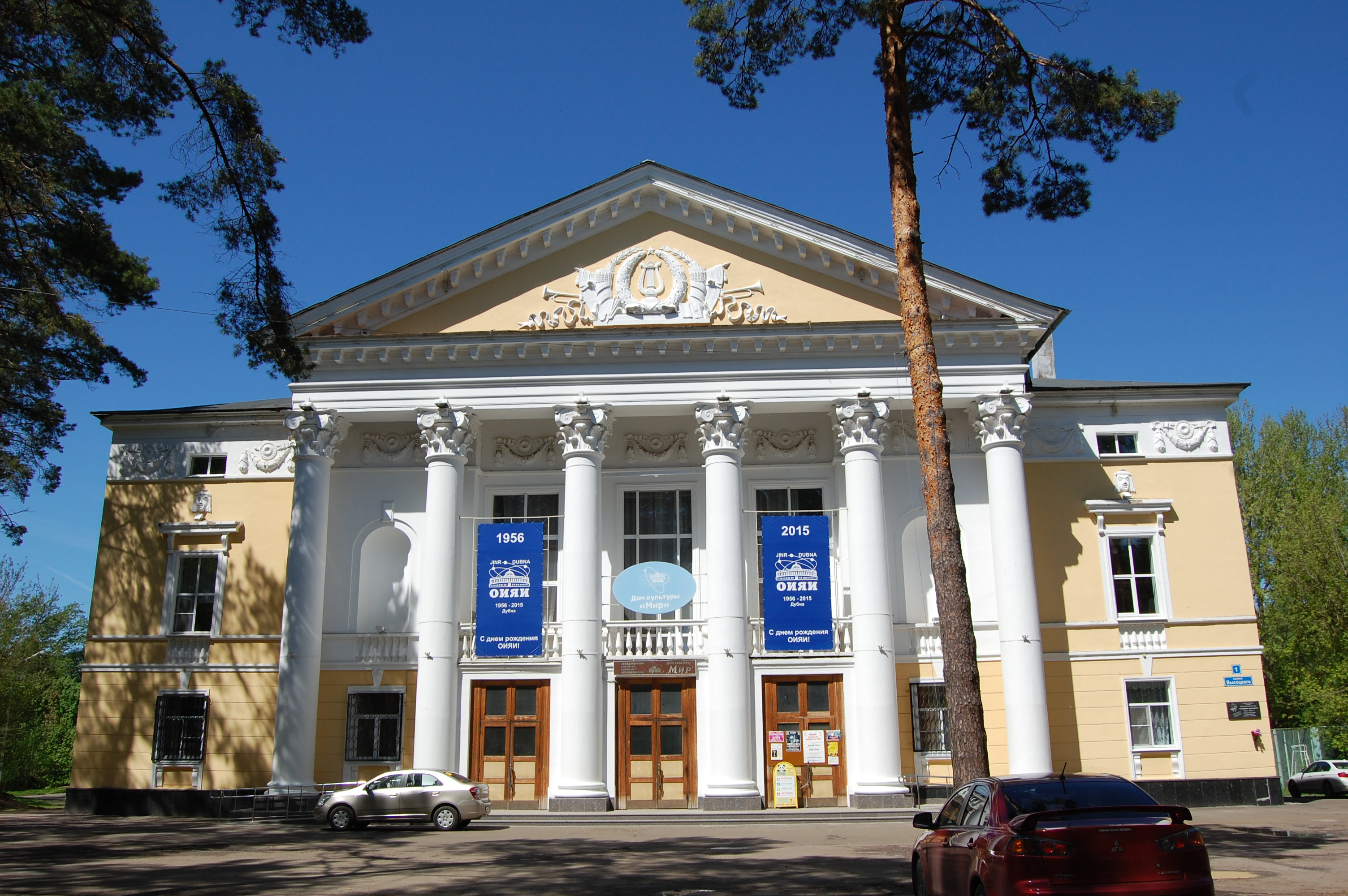
Дом культуры «Мир» построен в 1956 г. (по другим данным, в 1954 г.) В 1965 г. для проведения международной конференции по физике высоких энергий был пристроен конференц-зал
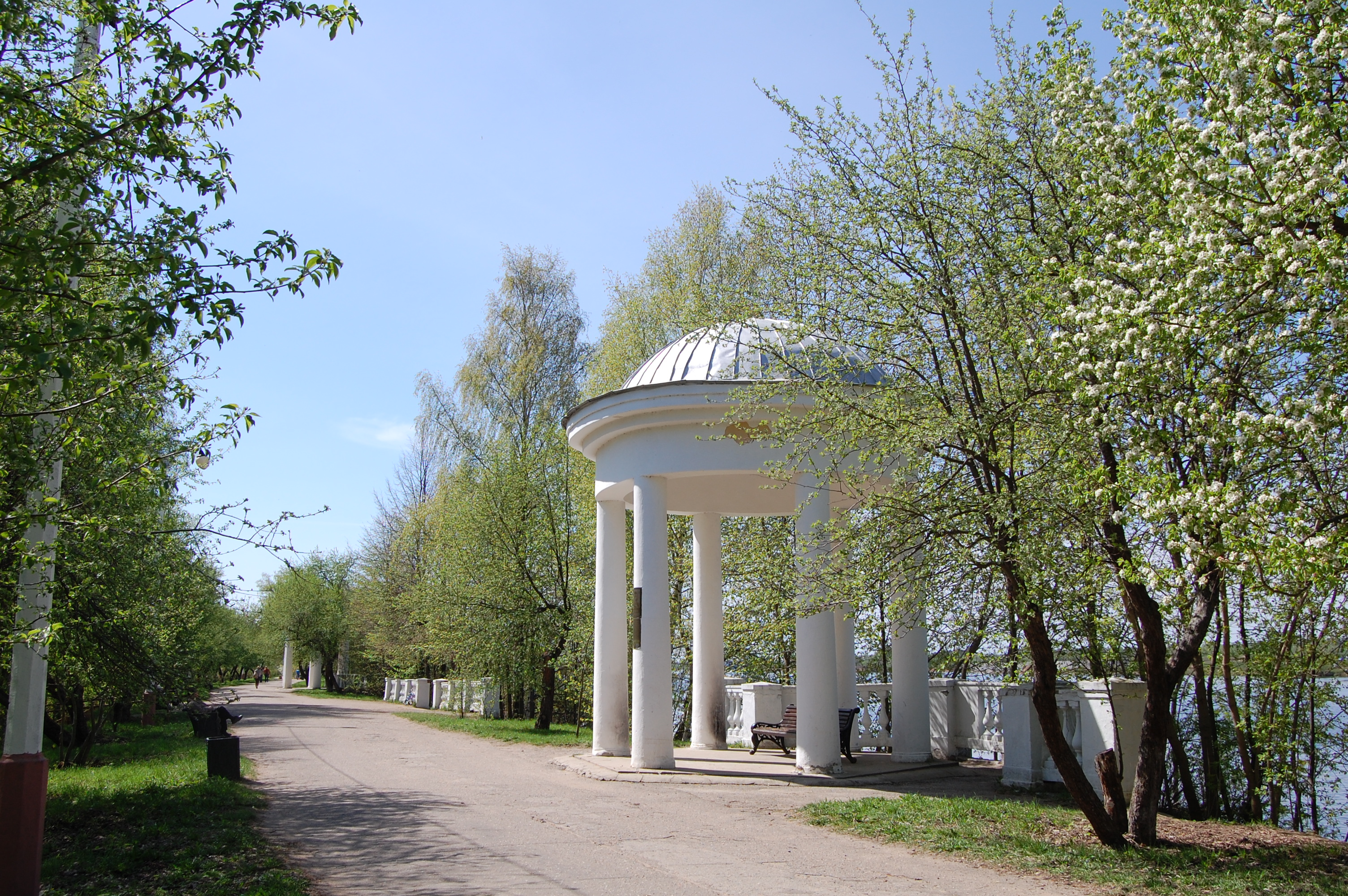
Ротонды на Менделеевской набережной.

Среди крупных общественных сооружений 1950-х гг. также ДК «Мир», столовая «Дружба», Дом учёных (Административное здание ОИЯИ № 1).
В 1950-е гг. сооружены две ротонды на «старой» Менделеевской (с 2009) набережной Волги, а также лестницы-спуски к воде и ограда с чашами для цветов. В конце 1950-х гг. берег засажен яблонями. Ротонды на яблоневой аллее являются одним из символов Дубны.

### Архитектура 1960-70-х гг.
Общественные сооружения этого времени с одной стороны продолжают прежние классические традиции, с другой развивают традиции интернационального стиля и характеризуются сочетанием геометрической простоты форм и подчёркнутой фактуры отдельных деталей и плоскостей.

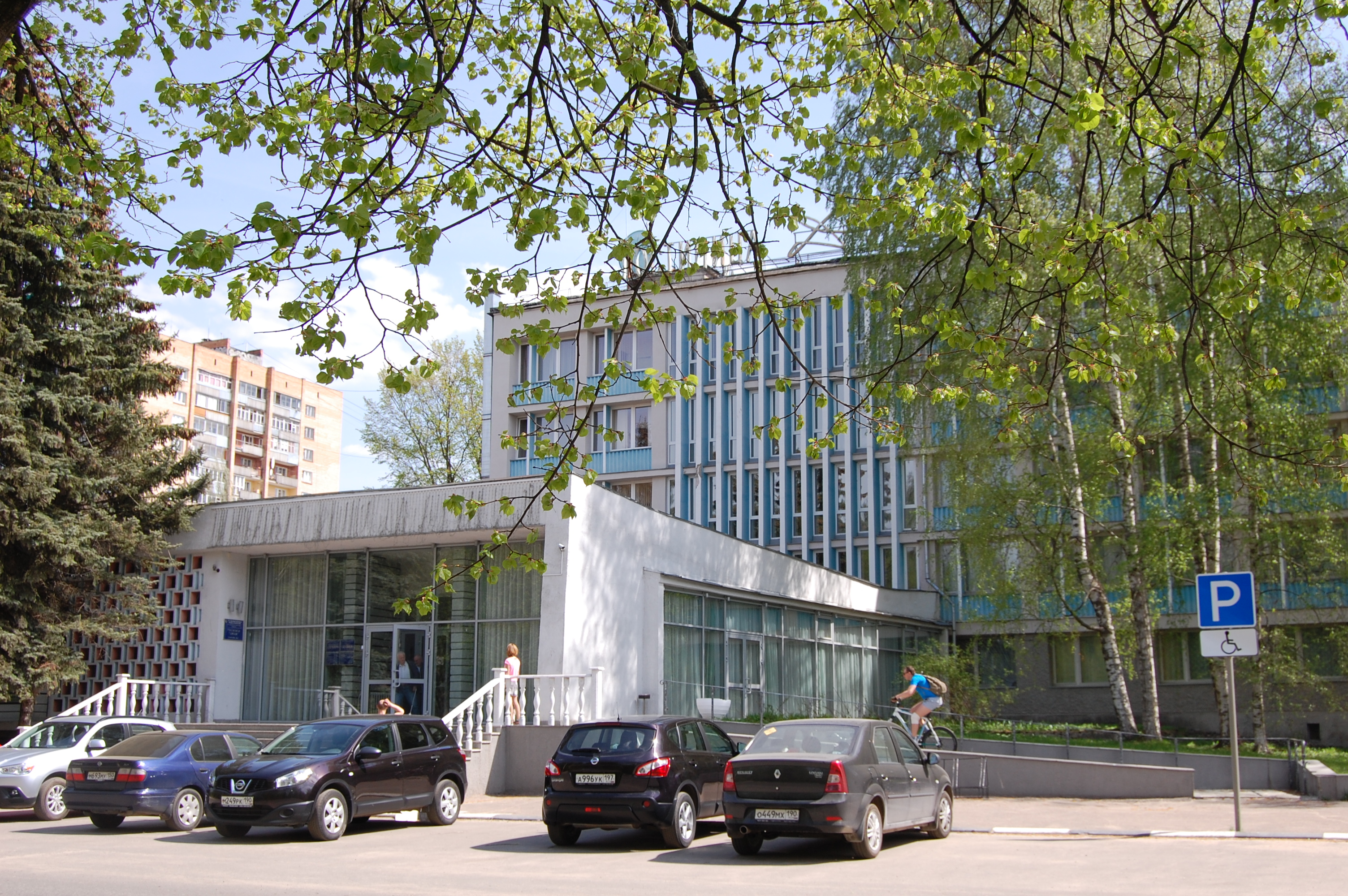
Первый корпус гостиницы «Дубна» (ул. Векслера) был построен в 1963 году. Болгарские архитекторы: К.Григоров и Л.Каласки, инженеры: А.Леви и Б.Атанасов. За проект гостиницы болгарский институт «Главпроект» получил премию Государственного комитета РСФСР по архитектуре и строительству (1964 год).
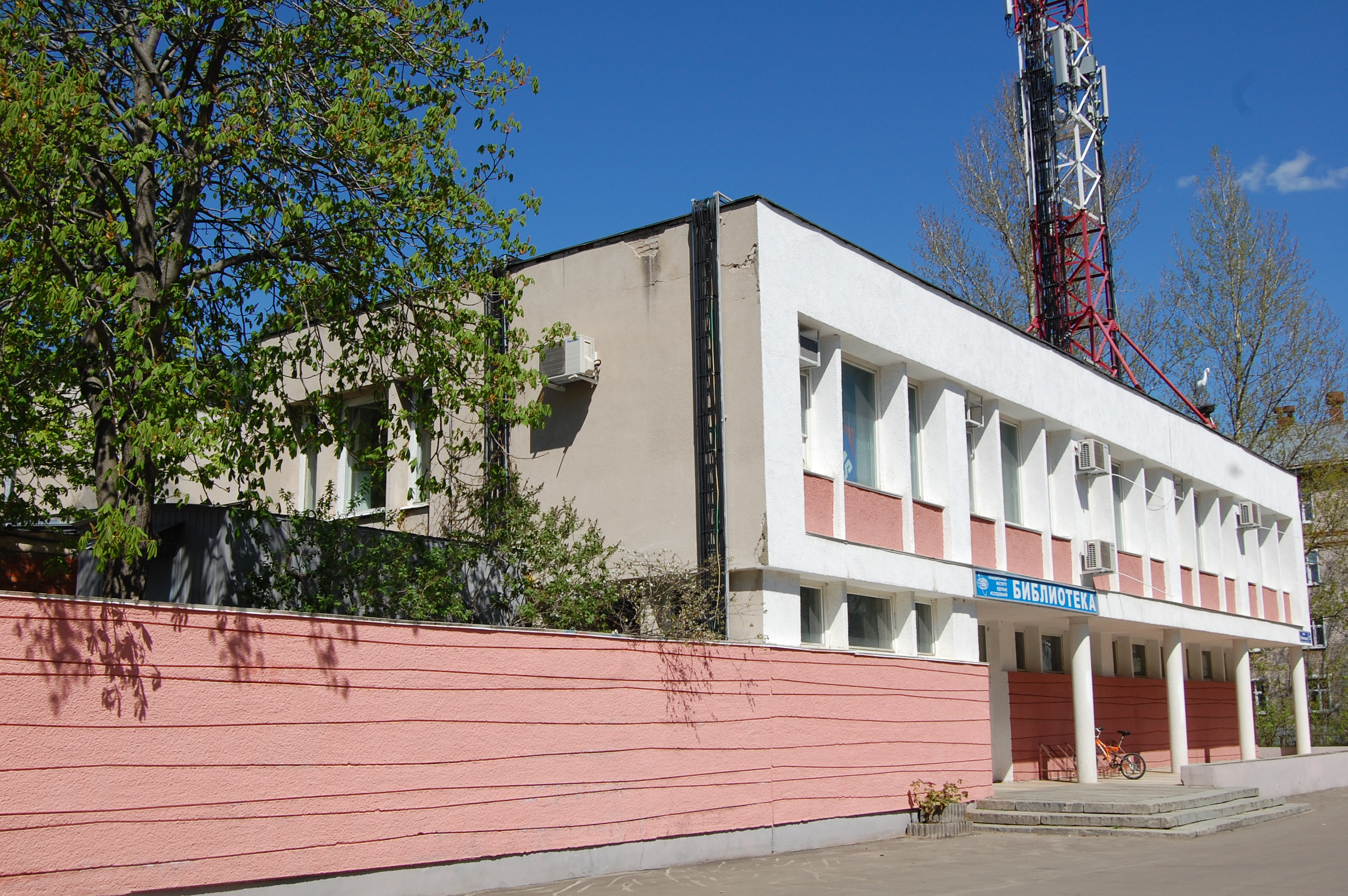
Библиотека им. Д. И. Блохинцева спроектирована и построена в 1967 г. болгарскими архитекторами и строителями. Является подразделением ОИЯИ.
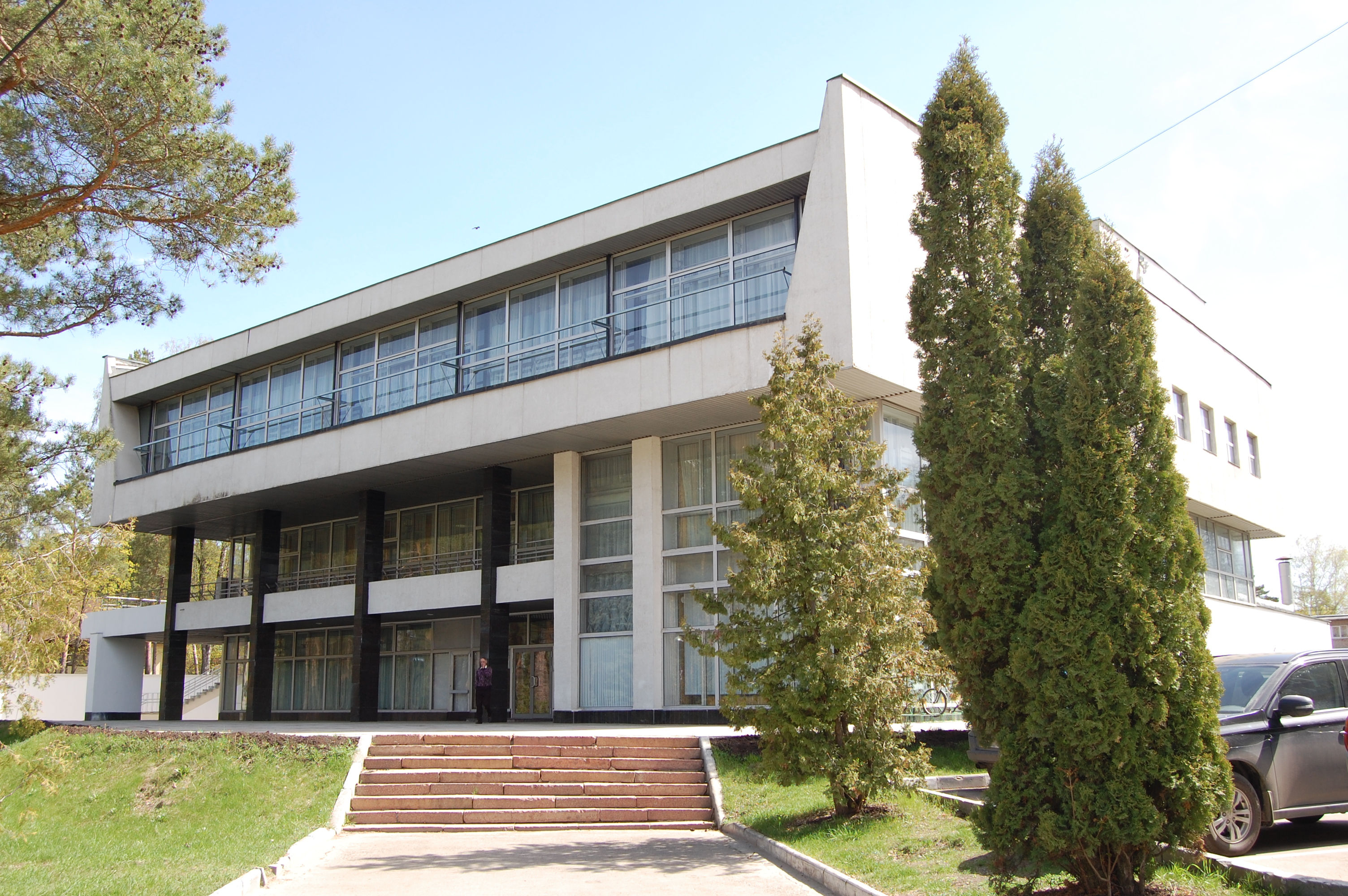
Дом Международных Совещаний (ДМС) ОИЯИ. Строился с конца 1970-х годах как ресторанный комплекс. Открыт в 1983 году.
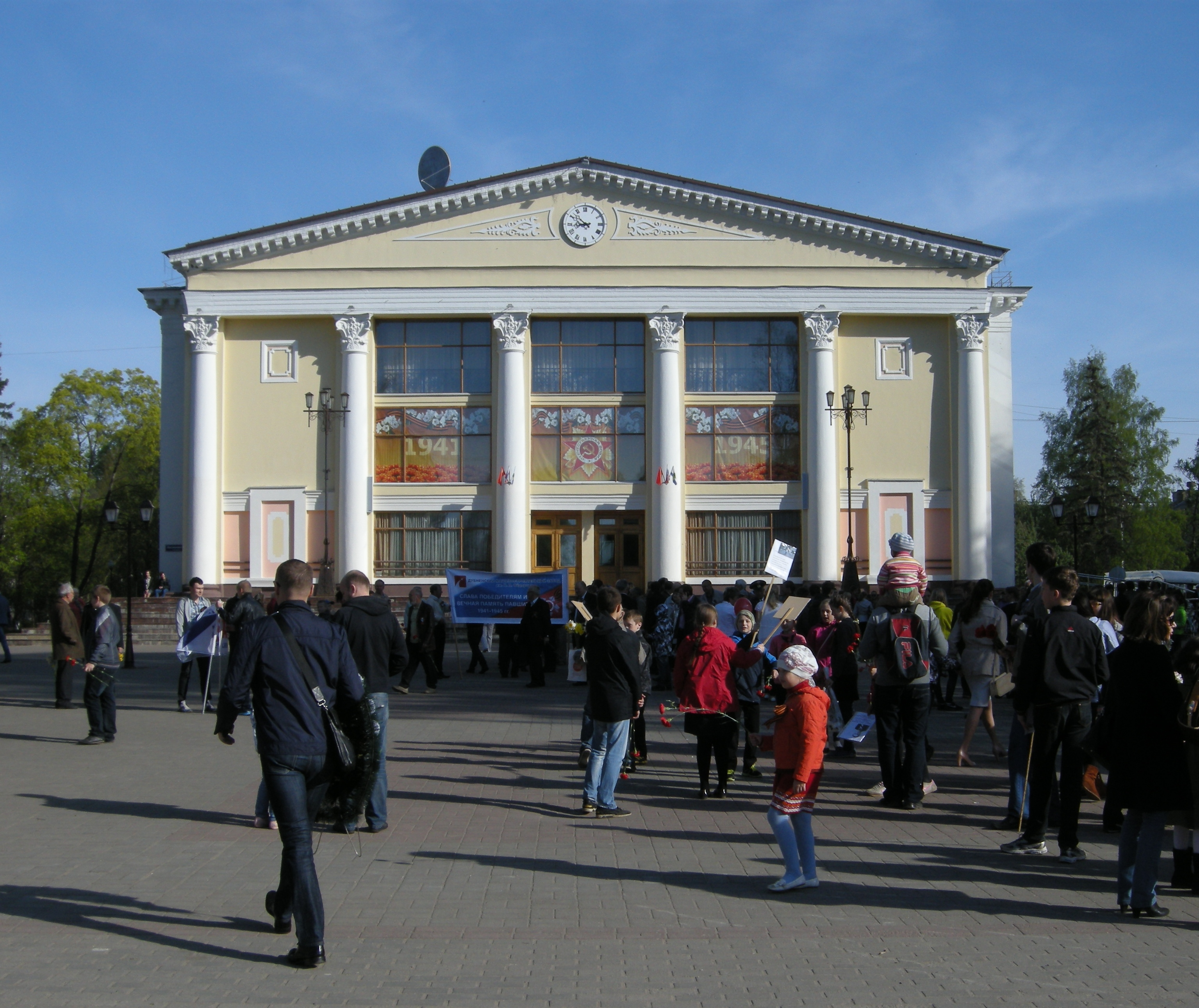
Дом культуры «Октябрь». Открыт в 1966 году.

- Типовое строительство 1960-х гг. В застройке между улицами Векслера и Строителей, с одной стороны, и Блохинцева и Сахарова, с другой, внешний облик четырёхэтажных хрущёвок оживляется с помощью расположенных на углах дома балконов (усложняющих силуэт), в некоторых случаях — входах в подъезд, расположенных близко к углу дома (задающих асимметрию), а также — ажурных железобетонных экранов лестничных клеток и обыгрывания фактуры армированного стекла, использованного для ограждения балконов.

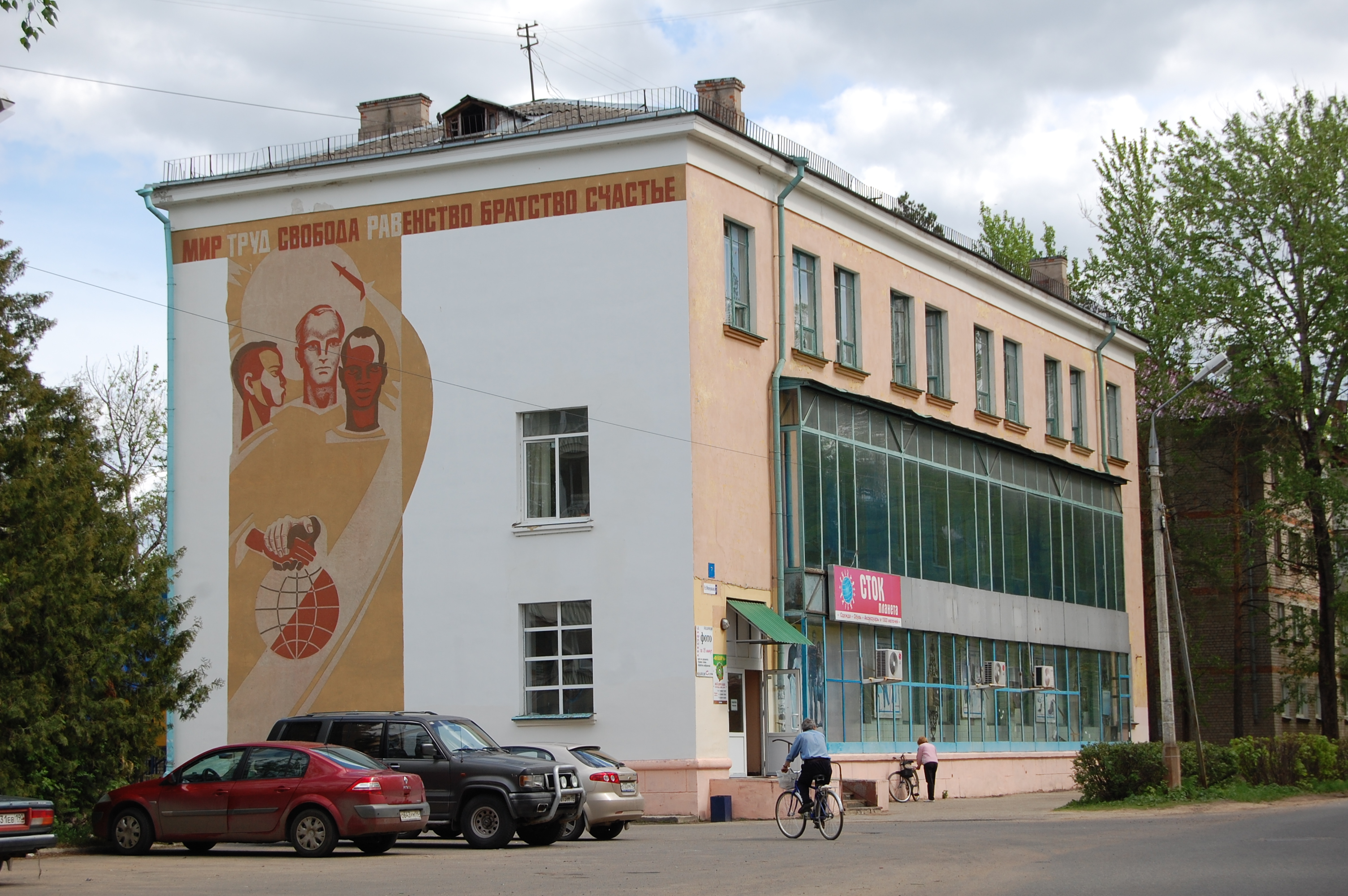
Торговый комплекс "Дубна" на ул. Мещерякова. Конец 1950-начало 1960-х гг. Торец дома украшен сграффито «Наука для мира» (художники Яков Гитис, Алексей Штейман, Завен Дарбинян, мастер-исполнитель Э.Козубский)
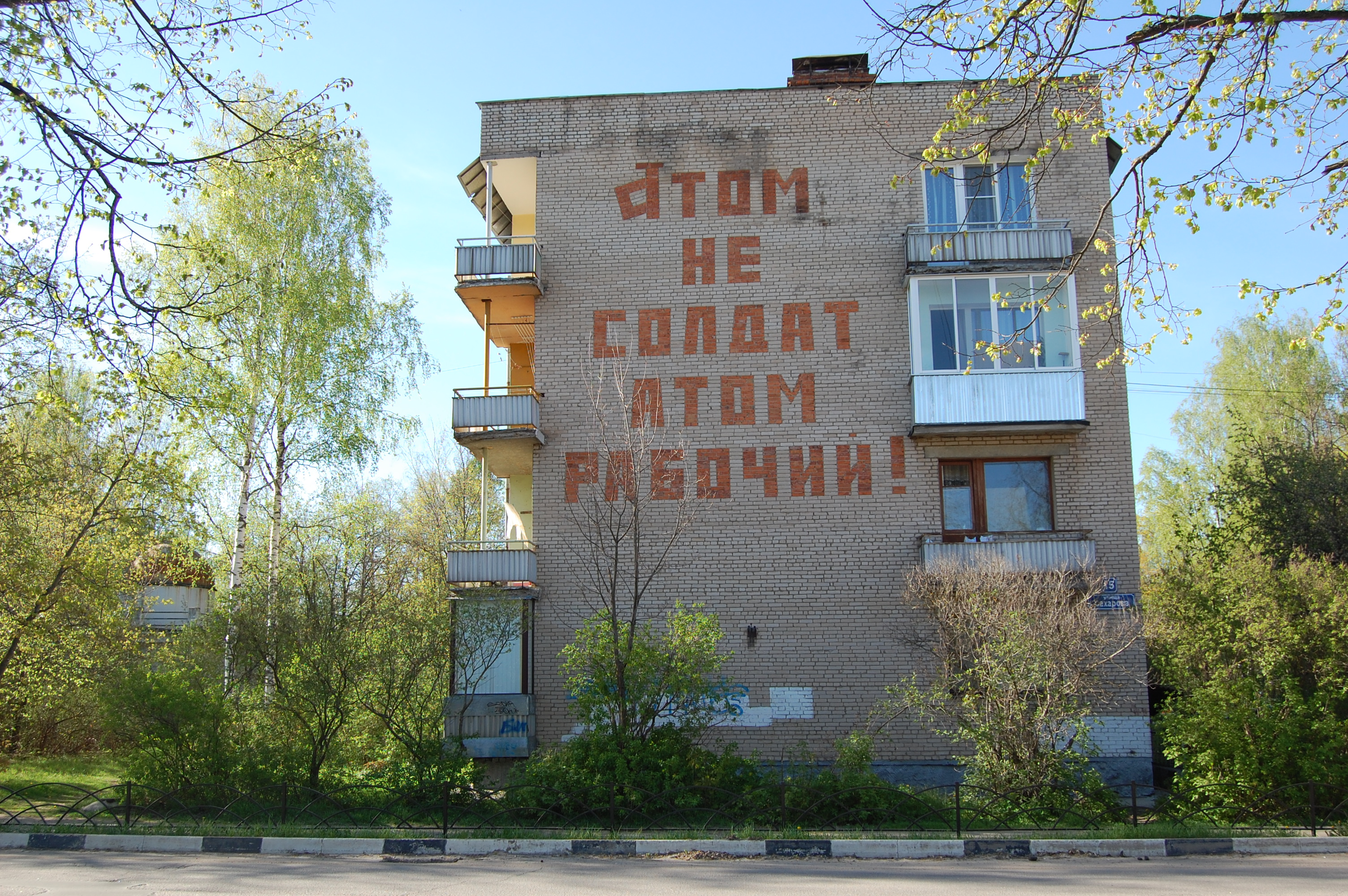
Жилой дом на ул. Сахарова с надписью, выложенной в кирпиче.

- Жилая архитектура 1970-х гг. на Чёрной речке.

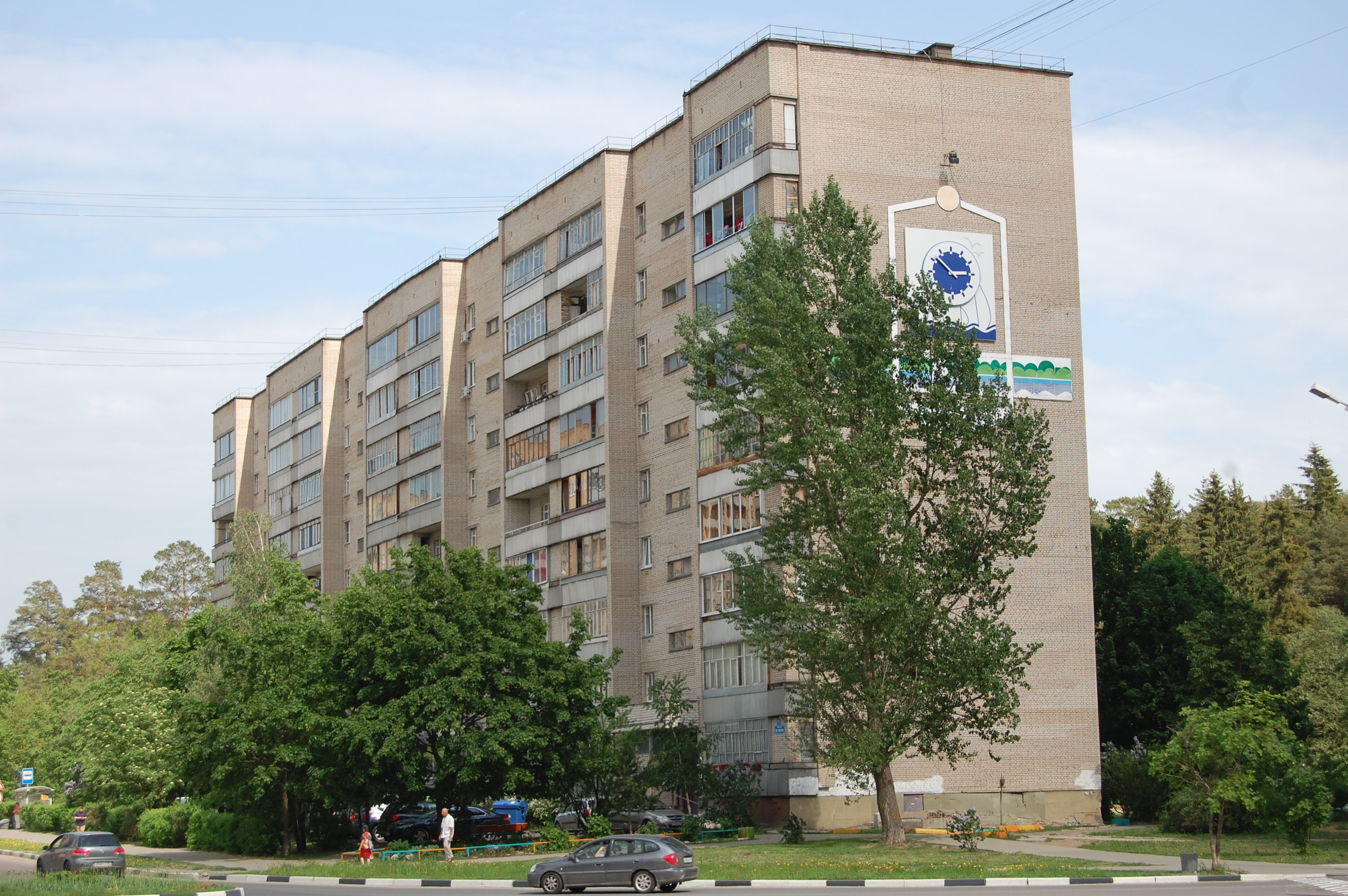
Пример типового жилого дома на пр. Боголюбова. На торце дома находятся часы, под которыми надпись - 1956 (дата присвоения Дубне статуса города).
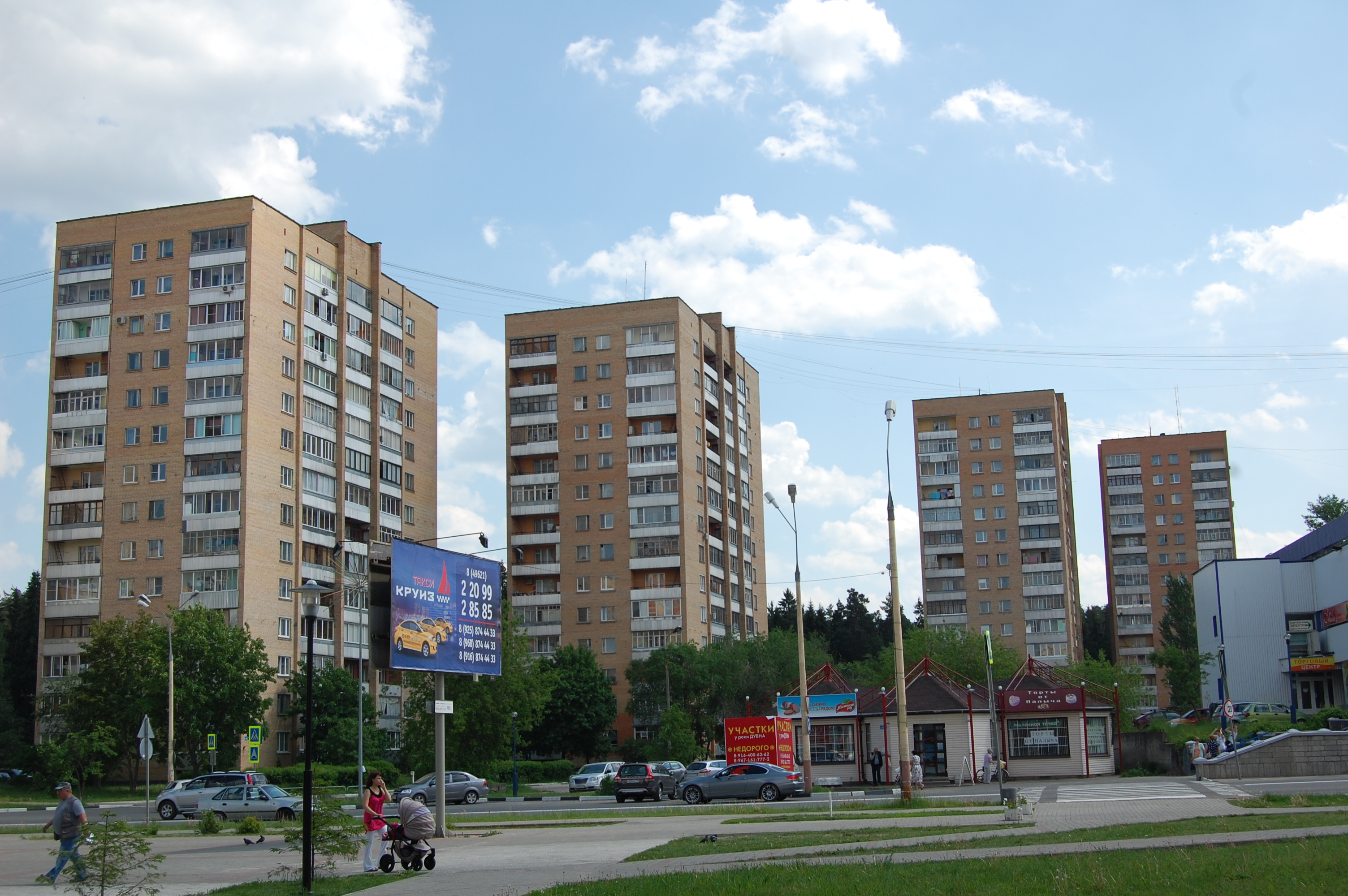
"Башни Вулыха" встречаются во всех районах Дубны. Район Чёрная речка.

### Архитектура 1980—2010-х гг.
Активно возводятся высотные жилые дома, особенно в районе Большая Волга. Среди общественных сооружений двух последних[каких?] десятилетий несколько торгово-развлекательных и развлекательных центров.

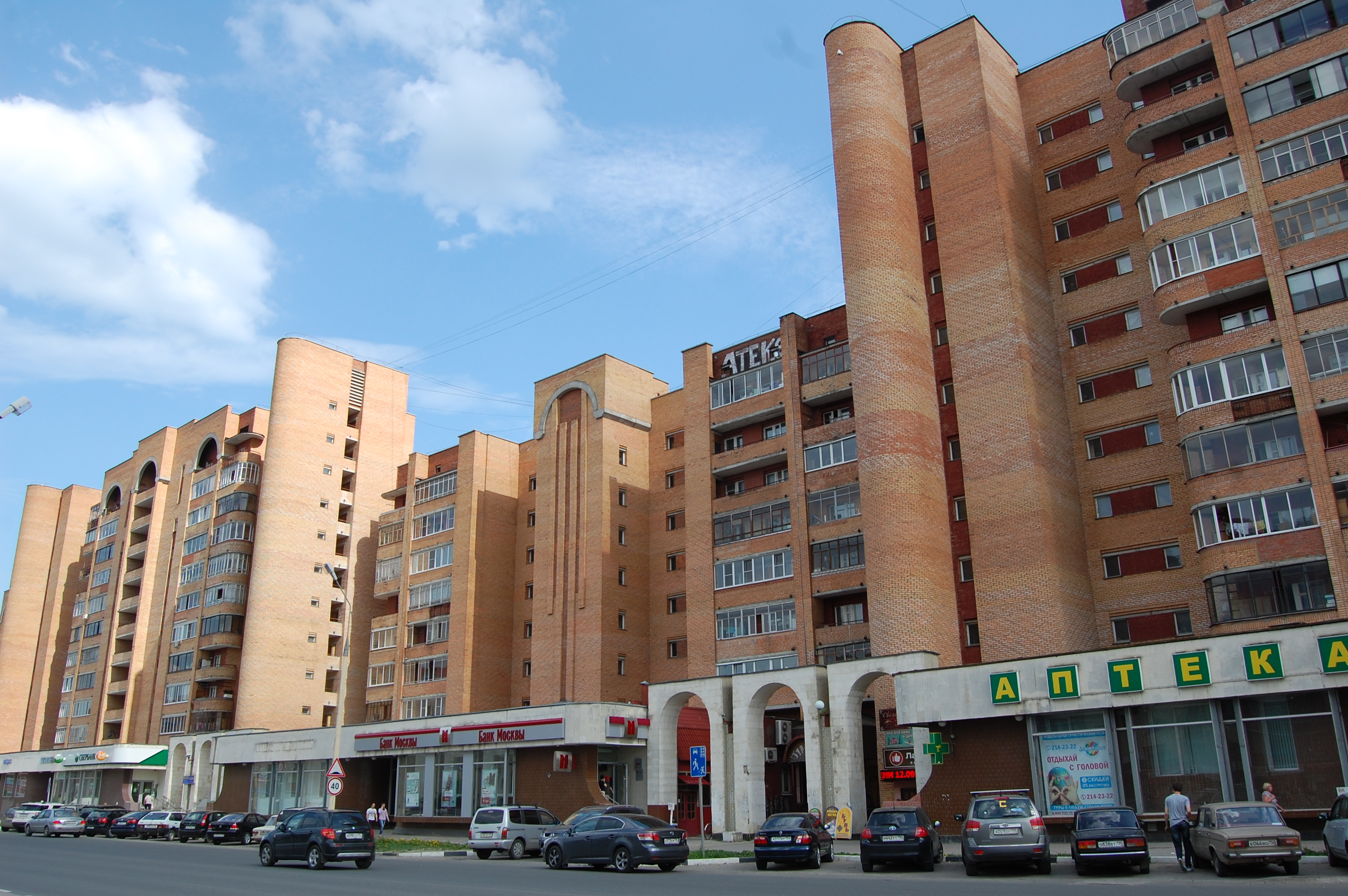
Дом на пр. Боголюбова (1984 г.) т. н. «Китайская стена». Район Чёрная речка.
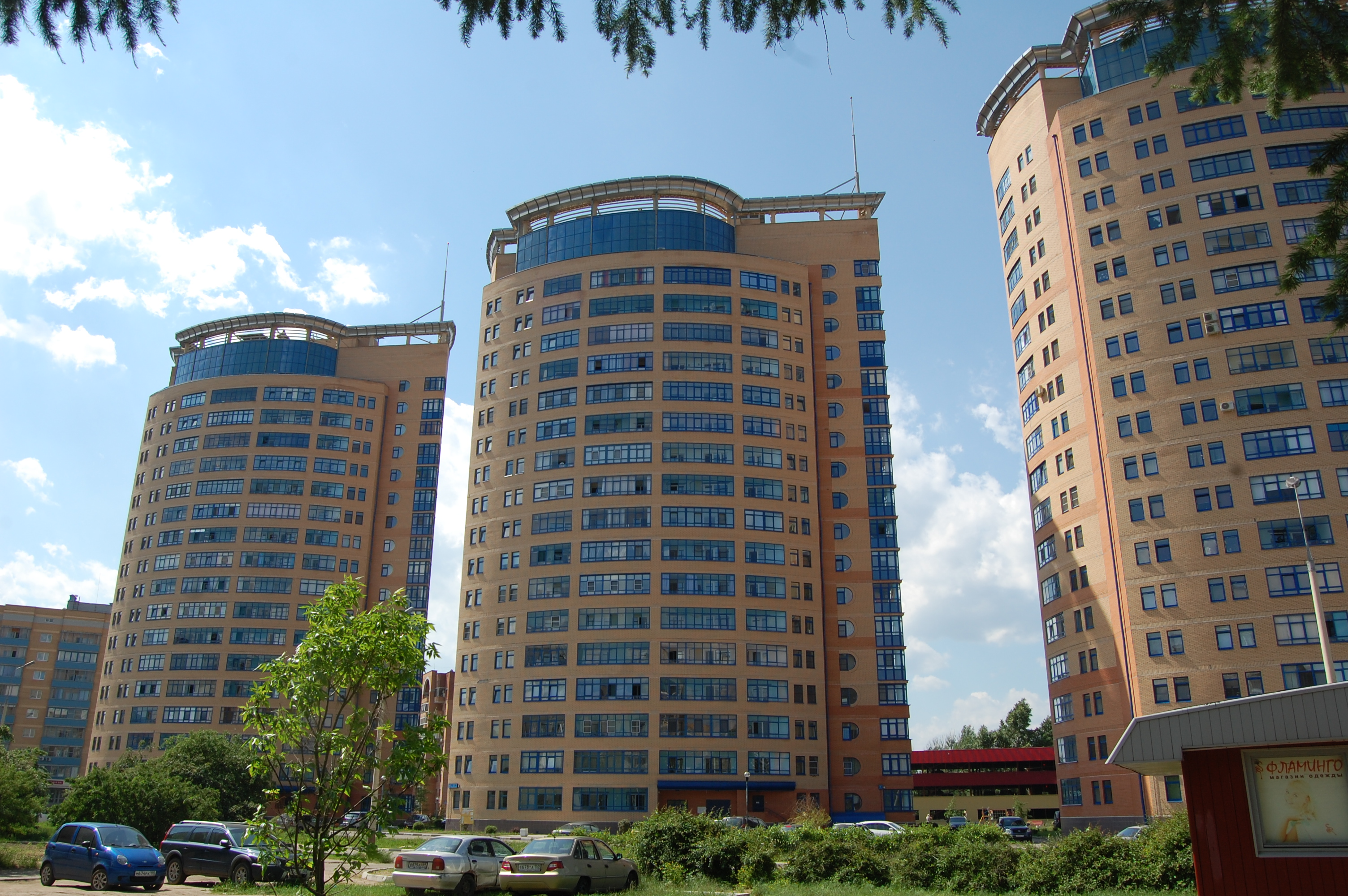
Жилой комплекс «Фрегат» (2013 г.) на Чёрной речке.
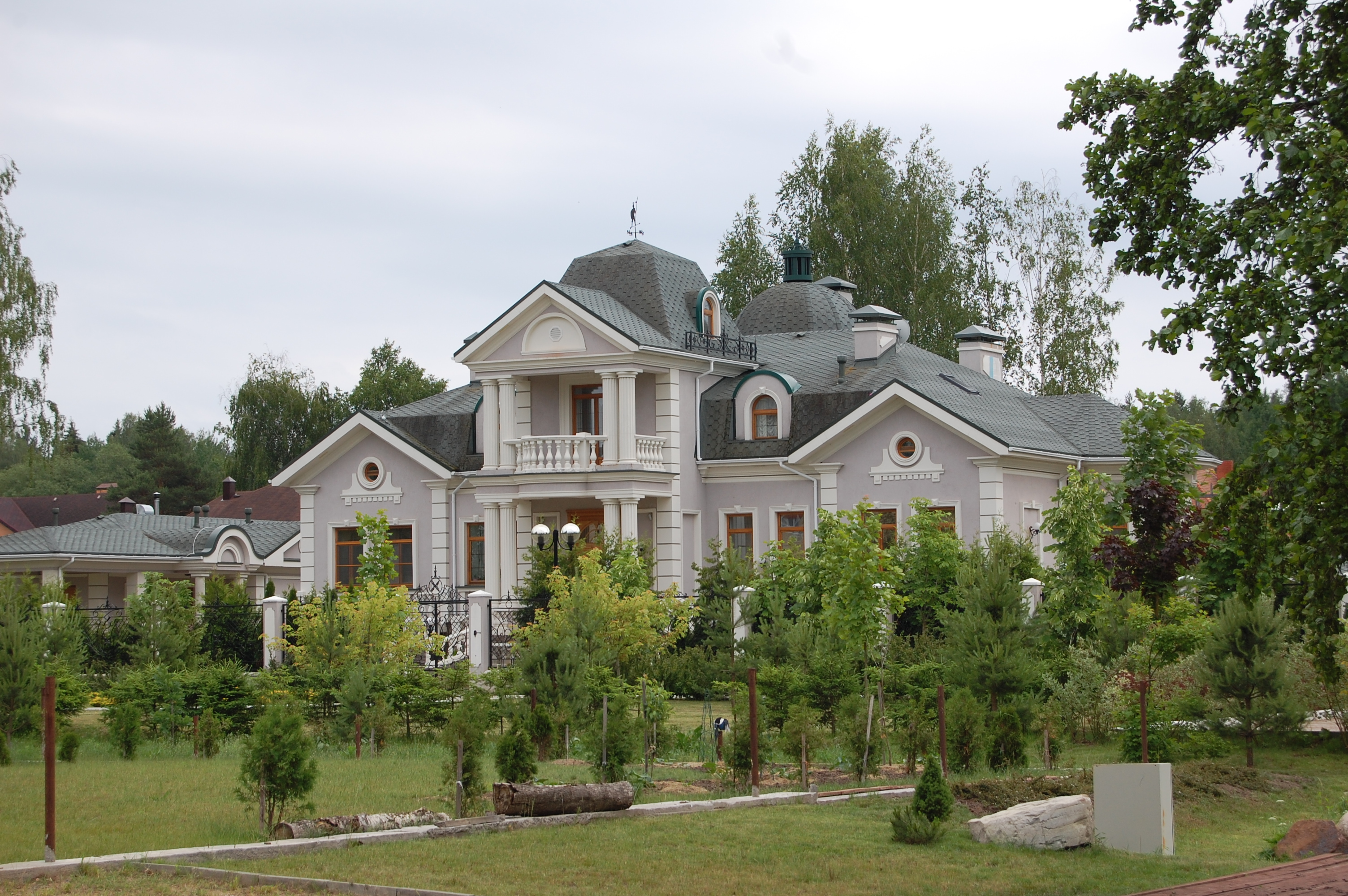
Жилой дом (2000-е гг.).

В городе развито озеленение.

## Храмы Дубны
В Дубне шесть действующих православных храмов.

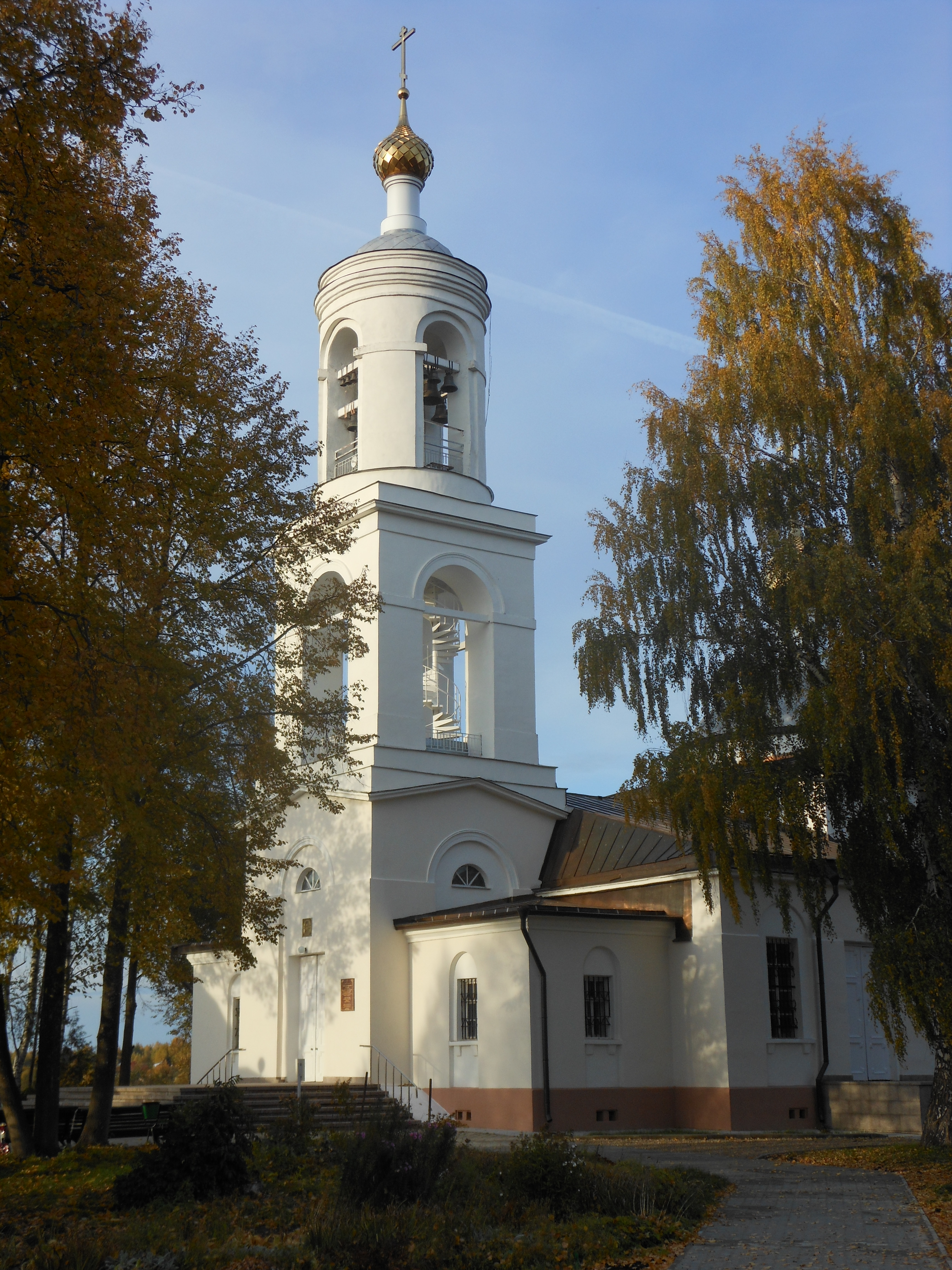
Храм Похвалы Пресвятой Богородицы

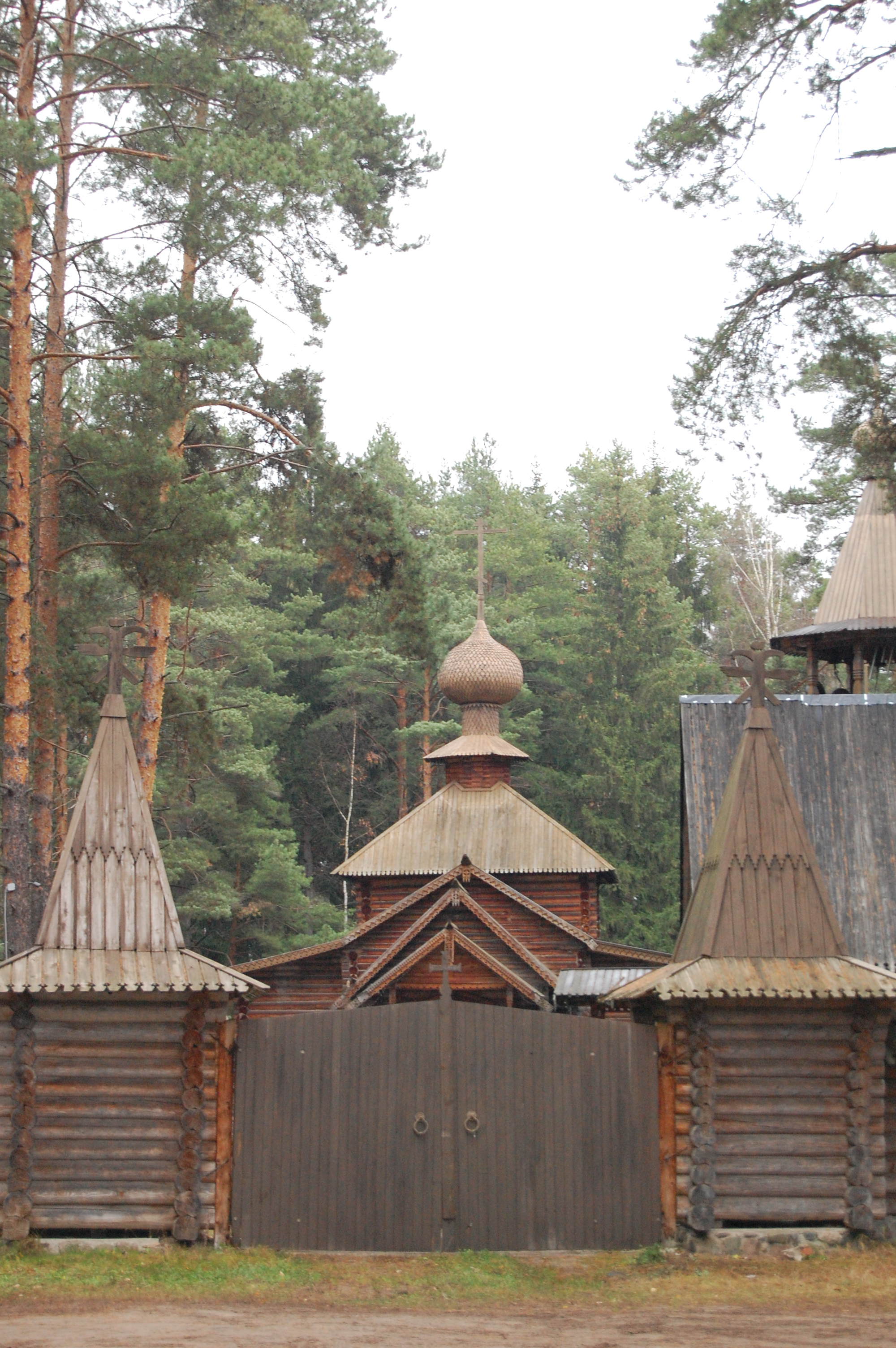
Храмовый комплекс Смоленской иконы Богородицы

Храм Похвалы Пресвятой Богородицы на стрелке Волги и Дубны (в бывшей деревне Ратмино) построен в 1827 году. Восстановлен и возвращён Русской православной церкви в 1989 году усердием директора Объединённого института ядерных исследований академика Николая Боголюбова, о чём свидетельствует памятная доска, установленная на храме.
В 1990-е годы были построены также храмы Всех святых, в земле Российской просиявших (на кладбище), Великомученика Пантелеимона, храм-часовня Преподобного Даниила Переяславского (на кладбище), деревянный храмовый комплекс Смоленской иконы Божией Матери, с 2000 года строится храм Рождества Иоанна Предтечи.

## Памятники и памятные знаки в Дубне

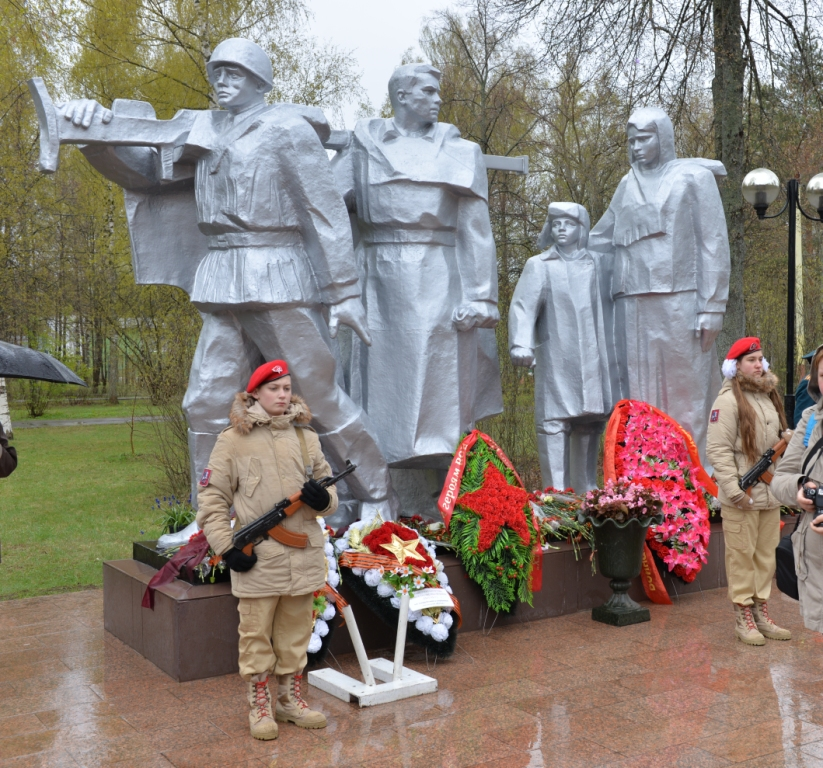
Памятник жителям города, павшим в боях за Родину в 1941—1945 гг.

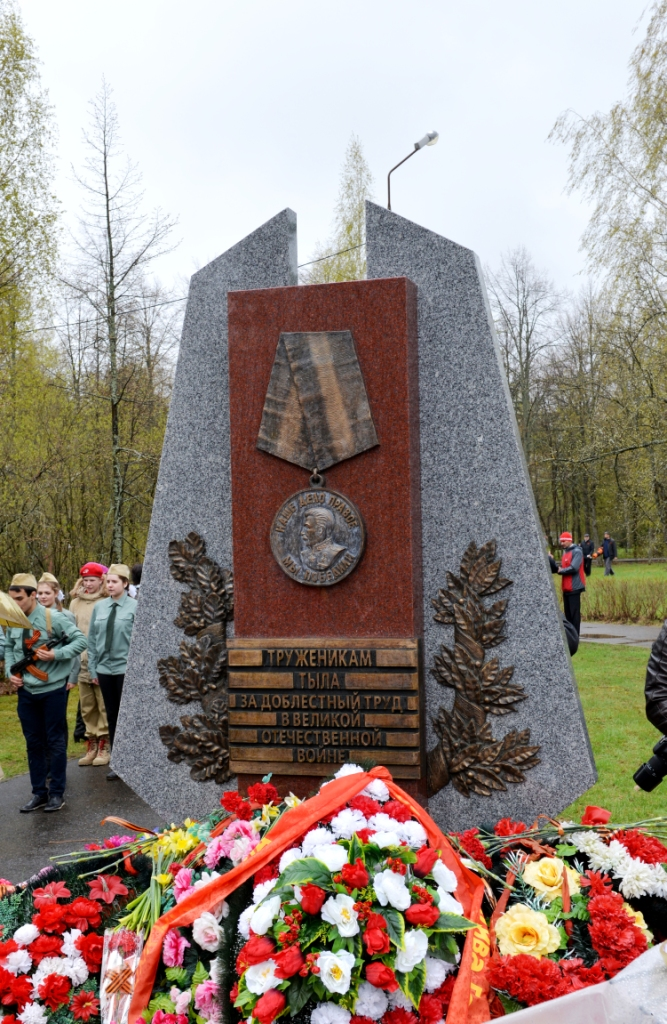
Памятник труженикам тыла в годы Великой Отечественной войны

Бо́льшая часть памятников Дубны посвящена жившим и работавшим в городе известным физикам и достижениям дубненских инженеров-конструкторов.
- В Дубне находится второй по величине памятник Ленину в мире (первый по величине — на Волго-Донском канале). Памятник установлен в 1937 году недалеко от Иваньковской ГЭС на канале им. Москвы. Скульптор — С. Д. Меркуров. Высота вместе с постаментом — 37 метров (высота фигуры — 22 м, вес — 450 тонн). На противоположном берегу в 1935 году был установлен памятник Сталину (высота фигуры — 25 м, вес — 540 тонн), причём голова вождя была высечена из цельного фрагмента скалы. Однако после его смерти и разоблачения культа личности Сталина памятник был взорван в 1961 году, но постамент остался до сих пор.
- Памятник-узкоколейный паровоз 0-3-0 (инсталляция «Транссиб № 512») перед вокзалом на Большой Волге. Установлен в 2001 г. Подарок Дубне к 45-летию от МПС.
- Памятник самолёту Ил-2 в Дубне установлен в 2008 году. Перекрёсток ул. Молодёжной и ул. Строителей. В его основе — самолёт № 381417 из 34-го запасного авиаполка, потерпевший аварию около аэродрома Борки 22 июня 1943 года. Самолёт был поднят поисковиками из болота в 2004 году и восстановлен. Авторы: И. Б. Котолевская (общий проект), инициатор М. В. Иванков. При реставрации к нему добавили детали пяти других Ил-2, также упавших в окрестностях. Установлен в 2008 г. В годы войны детали для самолётов Ил-2 выпускал, в том числе, завод № 30 в Иванькове (сейчас на территории Дубны)[94][95].
- Самолёт-памятник БИ-1. Установлен в 2007 г. к 95-летию принимавшего участие в его разработке А. Я. Березняка, будущего главного конструктора МКБ «Радуга», совместно с А. Я. Исаевым. На территории МКБ «Радуга».
- Мемориальное сооружение Самолёт МиГ-25. Установлен в 2006 году по совместной инициативе Героя Советского Союза Кондаурова В. Н., Администрации ОАО Дубненский машиностроительный завод им. Н. П. Фёдорова и Администрации города Дубны[96]. Самолёт был одним из носителей ракеты Х-58, разработанной в МКБ Радуга. Перекрёсток ул. Центральной и ул. Октябрьской.
- Самолёт-памятник Aero L-29 Delfin на территории ЦКС «Дубна».
- Мемориальное сооружение «Ракета Х-22» («Слава создателям авиационной техники»). Автор: С. И. Каримов. Ракета была разработана в МКБ Радуга. Перекрёсток ул. Жуковского и ул. Макаренко
- Памятный камень в честь основания Дубны. Установлен в 2004 году. Общественный фонд «Наследие», автор текста Иван Шимон, художник Александр Пасько. Ул. Ратмино, поворотный круг у храма Похвалы Пресвятой Богородицы.
- Памятный крест заключённым, строившим город. Автор Олег Лелюх. Район Лаборатории физики высоких энергий ОИЯИ. Первоначально установлен в 2005, в 2013 году разрушился. Восстановлен.

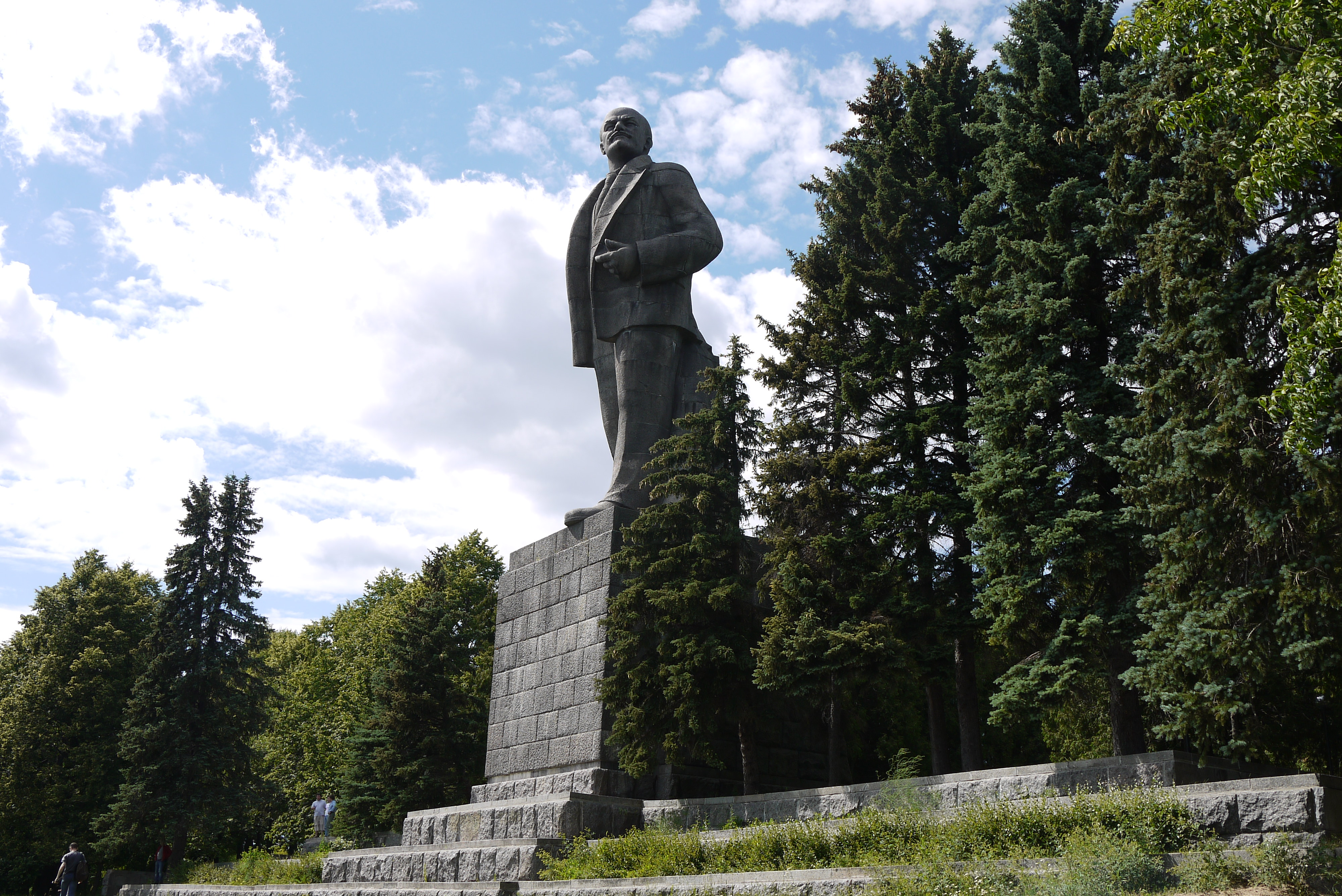
Памятник В. И. Ленину
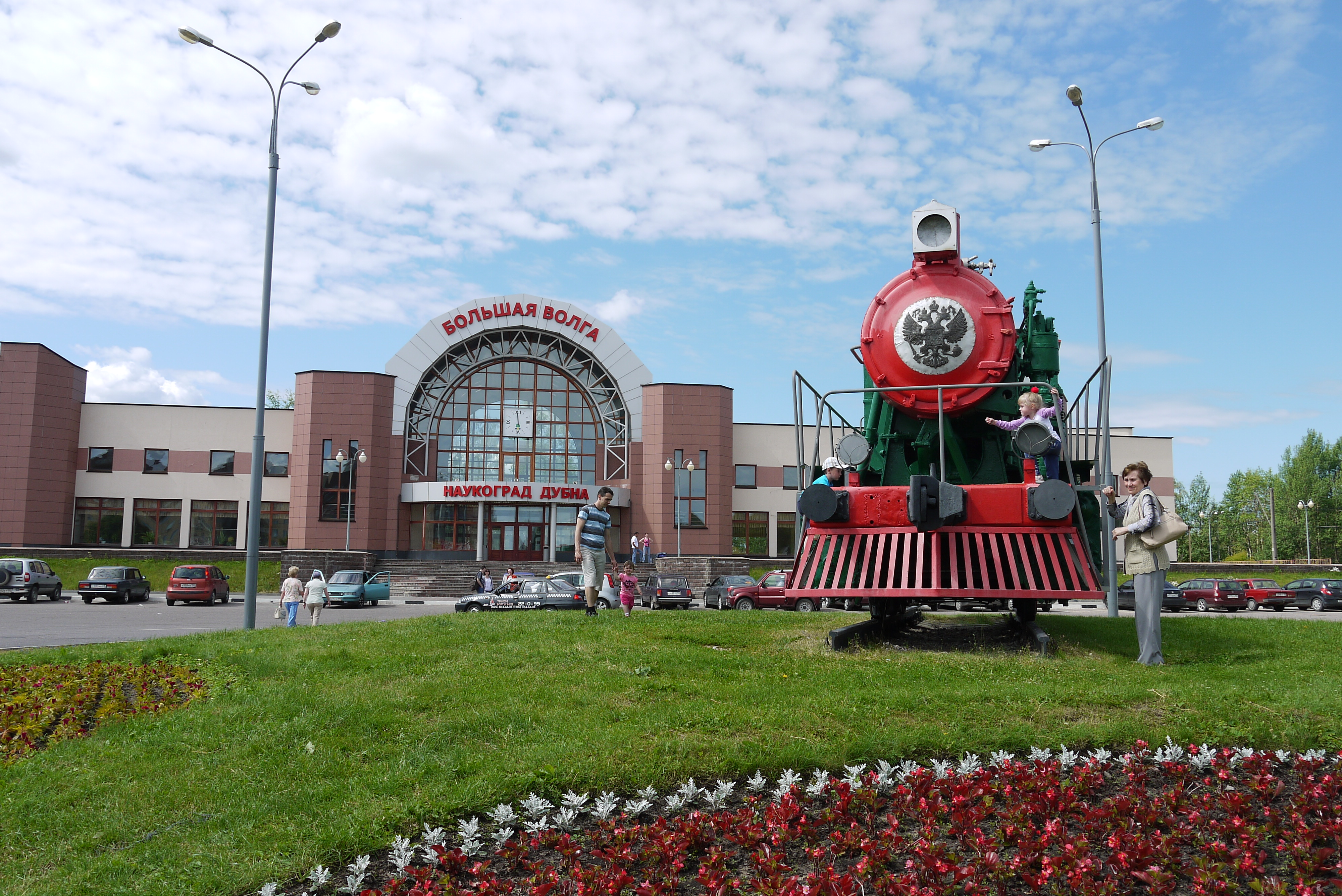
Памятник паровозу перед вокзалом на Большой Волге
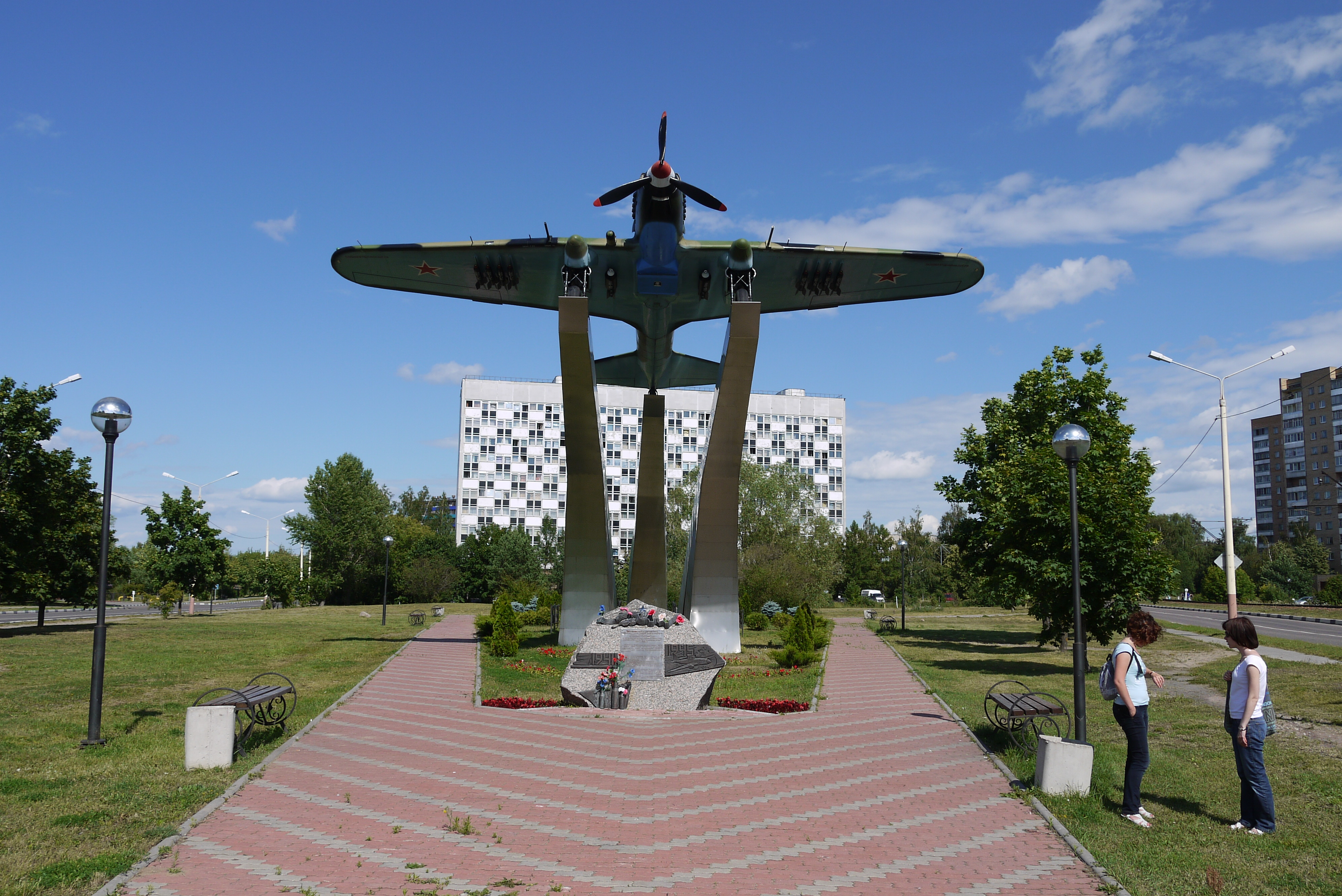
Памятник самолёту Ил-2
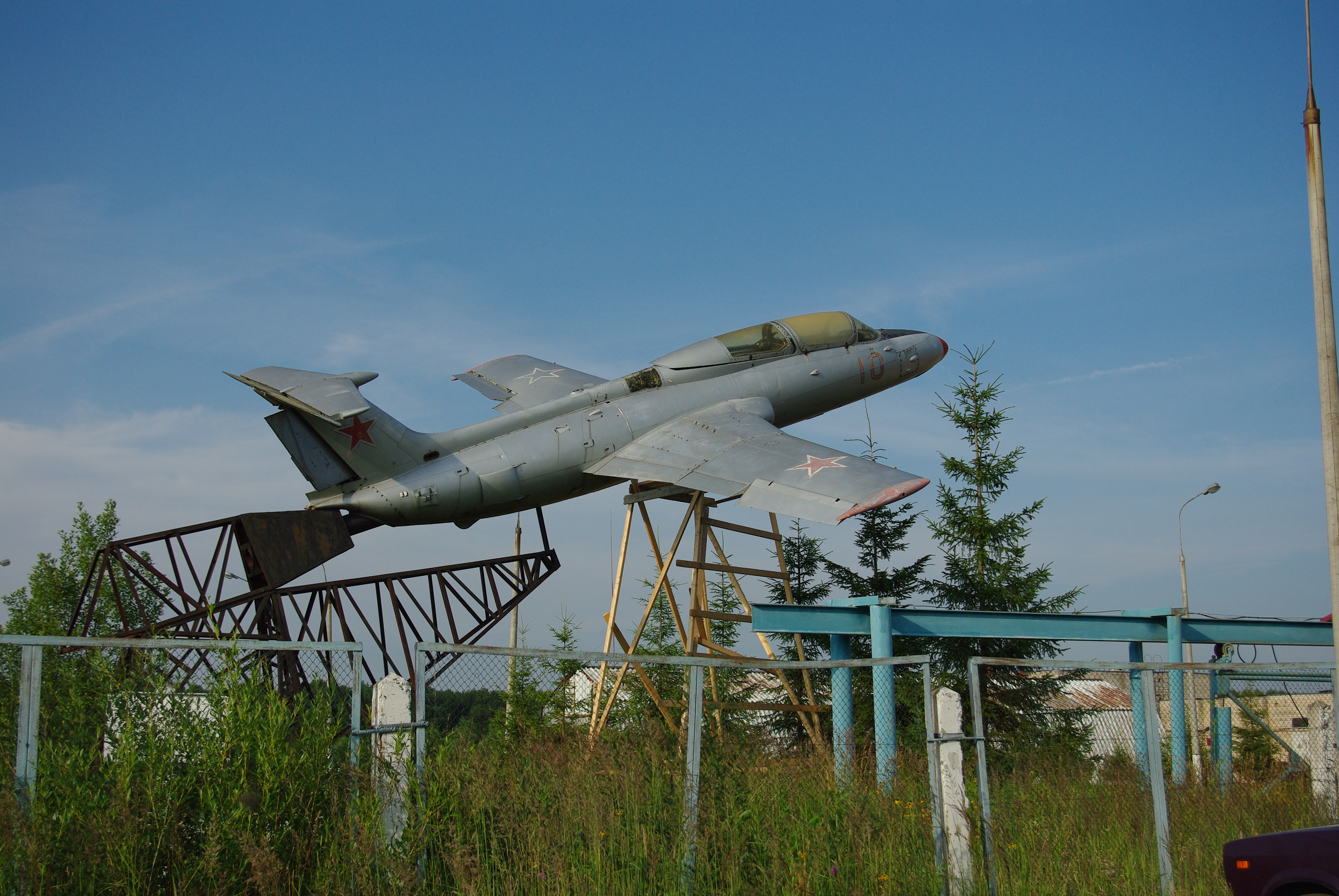
Самолёт-памятник Aero L-29 Delfin на территории центра космической связи
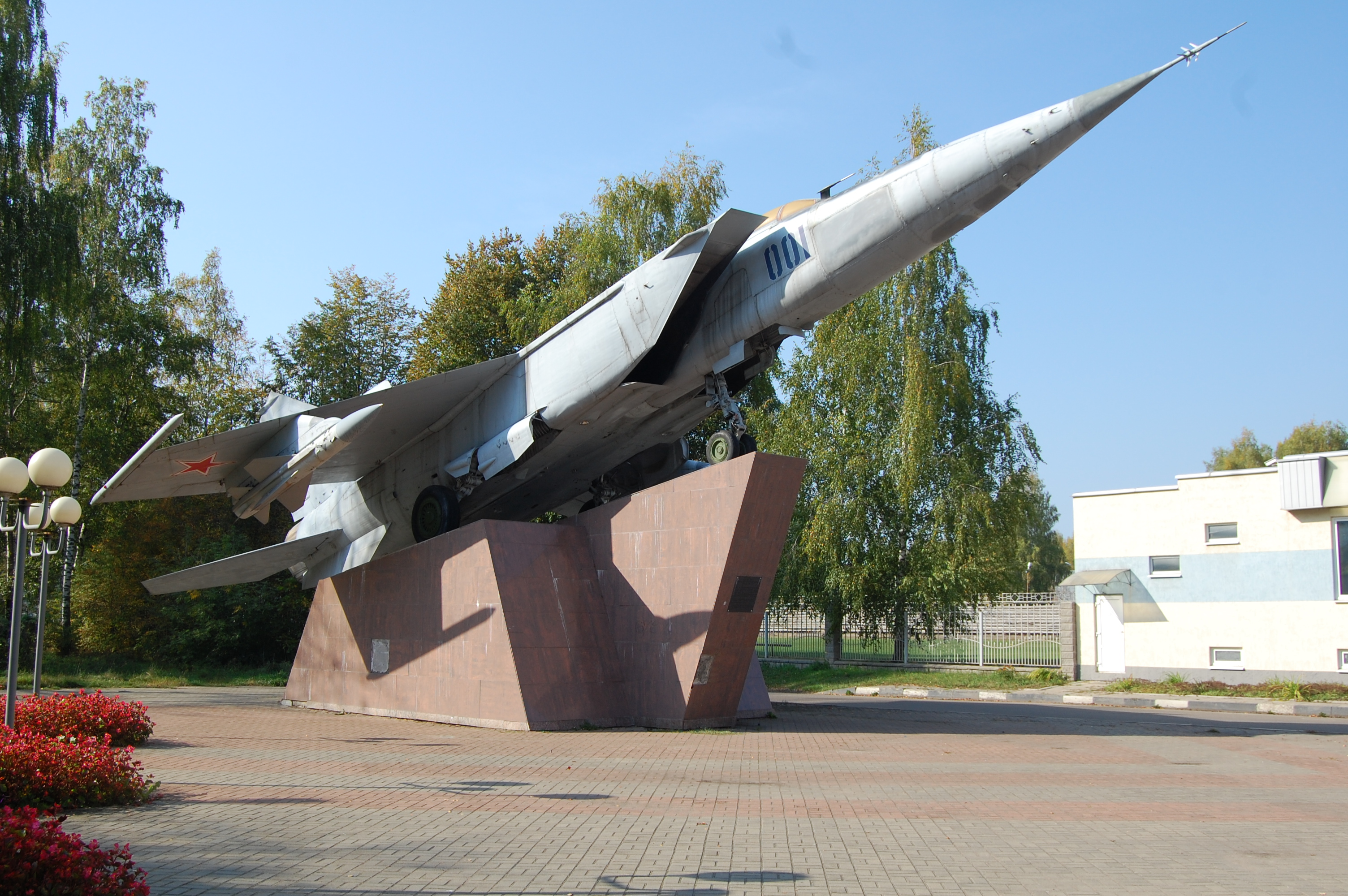
Мемориальное сооружение «Самолёт МиГ-25»

- Хачкар — армянский памятный каменный крест. Установлен 14 мая 2015 года[97]. На территории храма Похвалы Пресвятой Богородицы в Ратмино.
- Мемориал павшим воинам в Великой Отечественной войне. Установлен в 1970 году, реконструкция в 1980, 1985, 2004—2005 годах. Автор Равиль Асеев, реставраторы — дубненские архитекторы Владимир Курнаков и Александра Турбина. Ул. 9 мая.
- Памятник жителям города, павшим в боях за Родину в 1941—1945 гг. Установлен в 1972 году. Скульптор Алексей Шлыков, архитектор А. А. Савин при участии дубненского скульптора и архитектора Владимира Базилевского. Ул. Октябрьская, парк Авиастроителей.
- Мемориальные доты на дамбе Иваньковского водохранилища и в сквере напротив Университета «Дубна».
- Памятник труженикам тыла в годы Великой Отечественной войны. Установлен 8 мая 2015 года[98]. Автор дубненский скульптор Анатолий Шитов. В парке Авиастроителей.
- Мемориал в честь воинов-интернационалистов. Ротонда и камень с именами погибших воинов установлены в 2000 г. Наб. Менделеева, ул. Строителей.
- Памятник курсантам Волжского высшего военного строительного командного училища, на месте которого теперь расположен университет «Дубна», открыт в мае 2019 года[99]
- Памятный камень, в Ратминском бору на месте гибели Александра Николаевича Люборца.

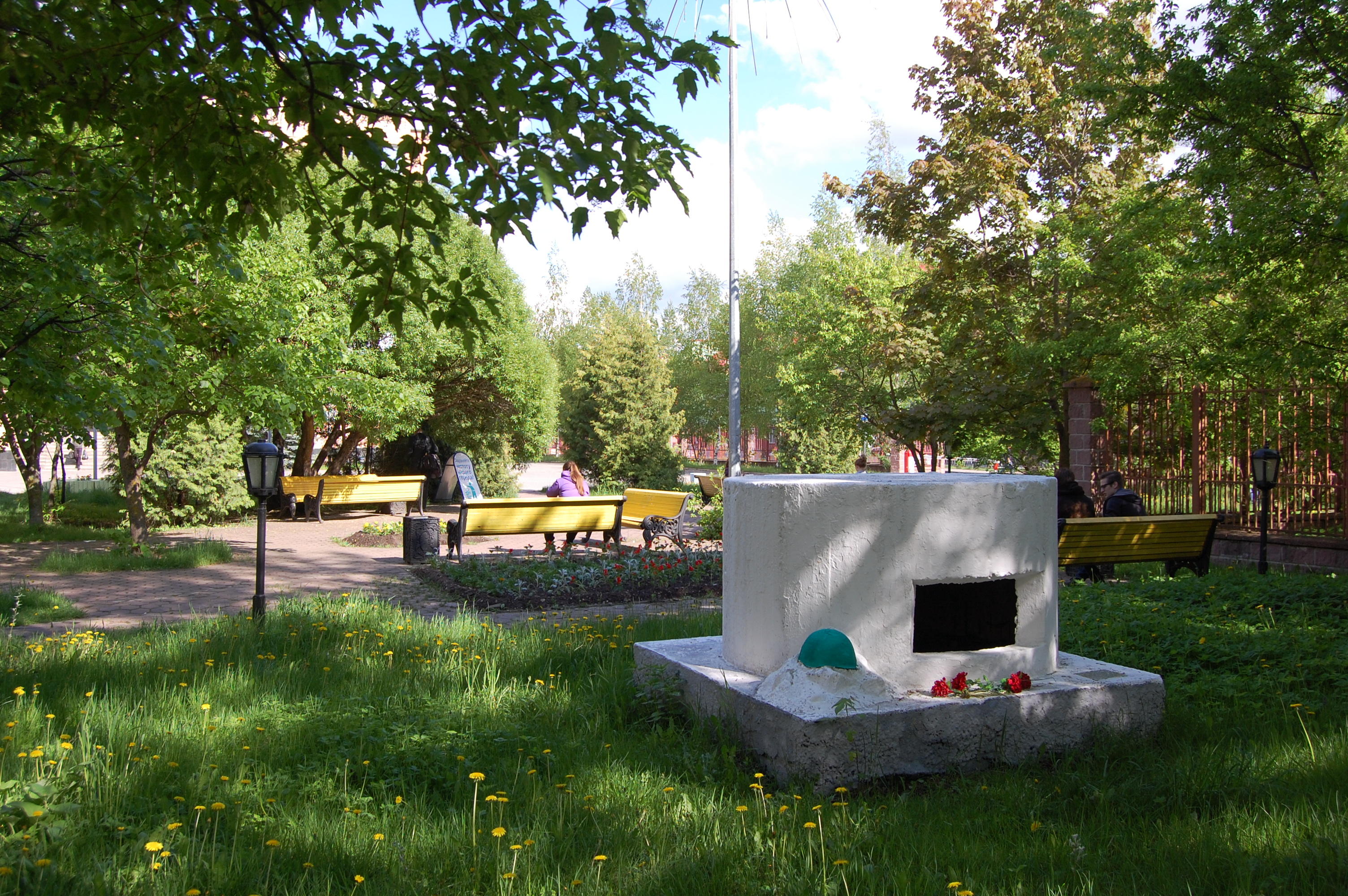
Дот на территории университета «Дубна»
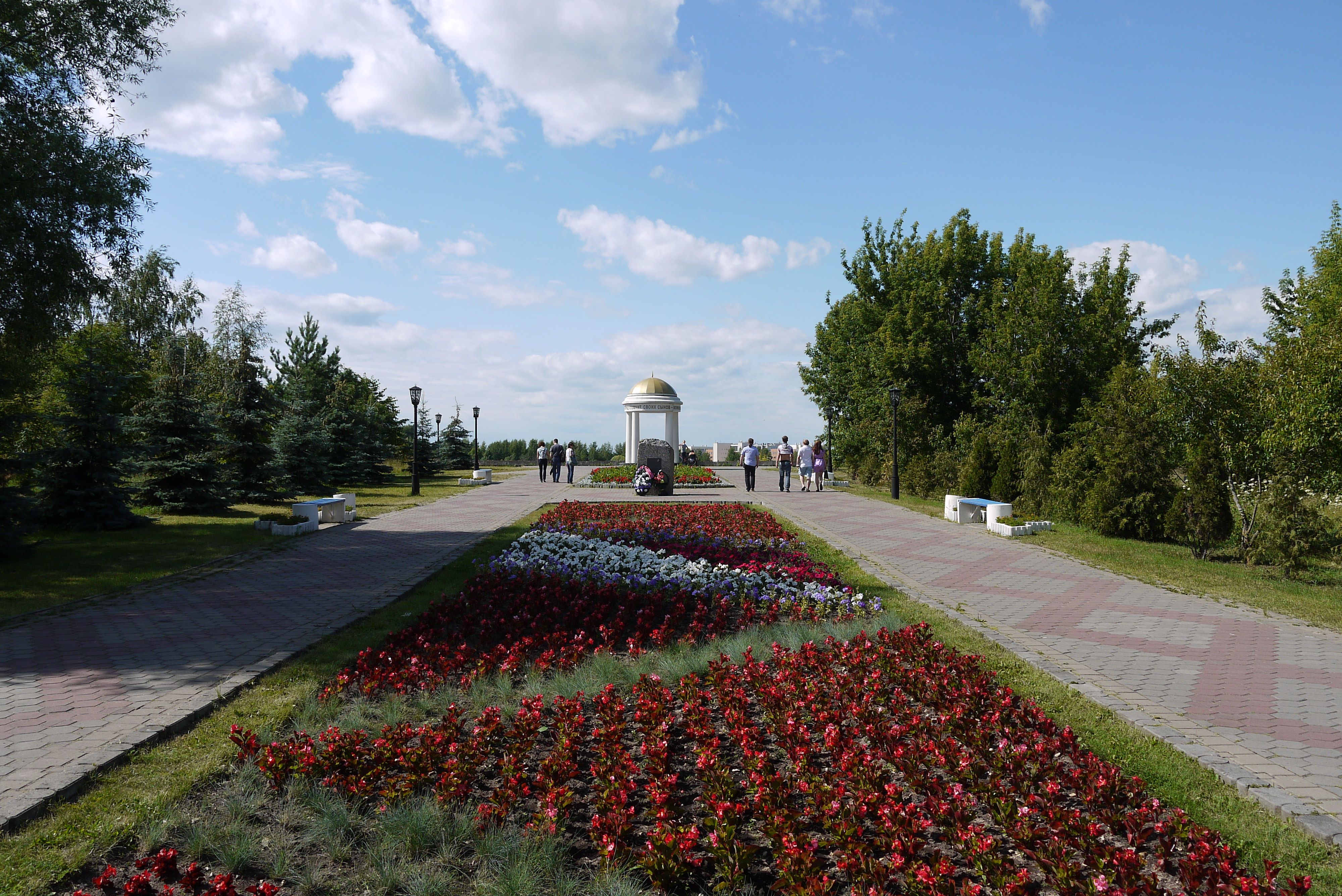
Мемориал в честь воинов-интернационалистов на берегу Волги

- Мозаичные портреты работы Нади Леже в сквере напротив ДК «Мир» (10 мозаик) и на площади Космонавтов около ДК «Октябрь» (4 мозаики). 65 мозаик были созданы Н. Леже для персональный выставки в 1972 году во Франции. 60 из них она подарила СССР. 20 мозаик были отправлены в Дубну для выставки в 1974 году, мозаики были установлены перед ДК «Мир». Начавшие разрушаться мозаики убрали на склад ОИЯИ. В 1996 году, в связи с 40-летием Дубны, мозаики были вновь выставлены после косметического ремонта. Портрет С. Эйзенштейна был передан Дому престарелых работников кино; портрет С. Прокофьева разрушился; портреты К. Маркса, В. И. Ленина и Н. К. Крупской не выставлялись по идеологическим соображениям. Портреты четырёх космонавтов были установлены на площади Космонавтов перед ДК «Октябрь». Поставлен (но не решается) вопрос о перемещении мозаик в закрытое помещение с целью предотвращения их разрушения[100].

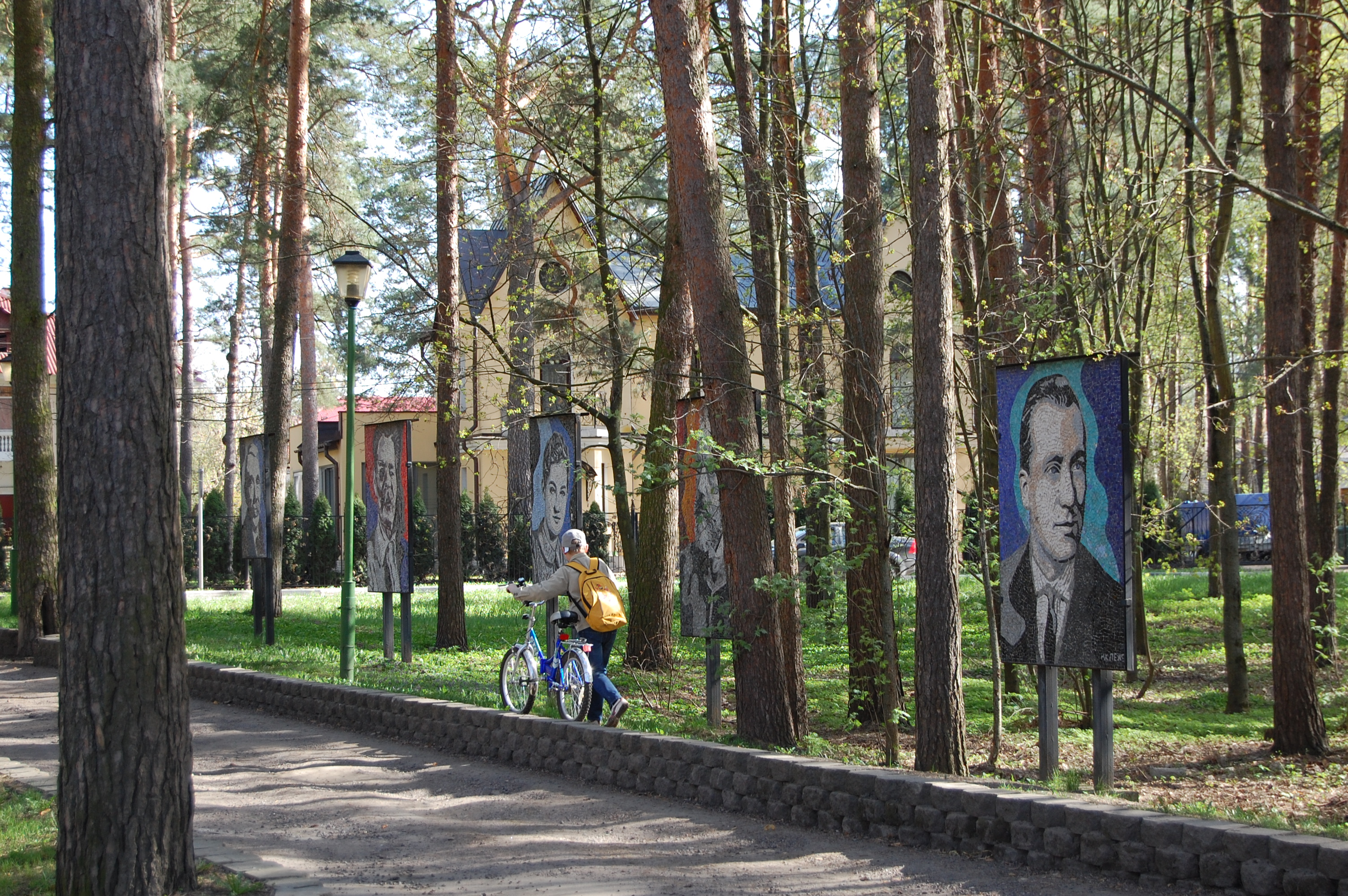
Мозаичные портреты работы Нади Леже в сквере напротив ДК «Мир» на фоне т.н. «коттеджей академиков». Слева направо на фото: Фернан Леже, Максим Горький, Зоя Космодемьянская, Пётр Чайковский, Родион Щедрин
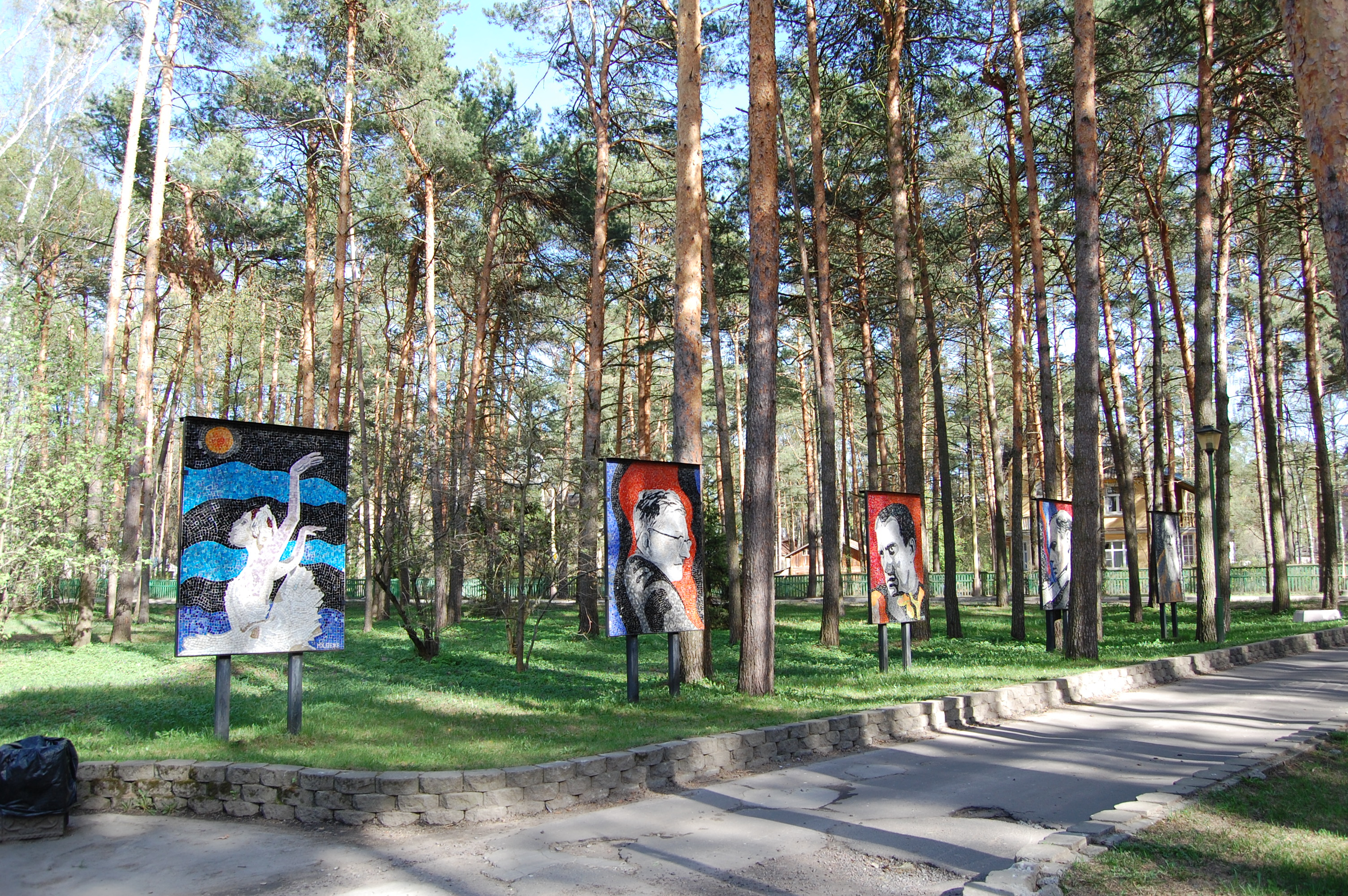
Мозаичные портреты работы Нади Леже в сквере напротив ДК «Мир». Слева направо на фото: Майя Плисецкая, Дмитрий Шостакович, Владимир Маяковский, Леонид Коган, Лев Толстой

- Стул-гигант. Создан на дубненском предприятии «Экомебель» по инициативе его директора. Установлен в 2005 г. Самый высокий (9,5 метров) в мире стул, выполненный из естественного материала — дерева. Вошёл в «Книгу рекордов России».

## Спорт
В Дубне находится пять спортивных комплексов («Архимед», «Руслан», «Волна», «Радуга» (Дворец спорта), «Олимп») и четыре бассейна. Наличие различных водоёмов в черте города благоприятствует занятию многими видами водного спорта.

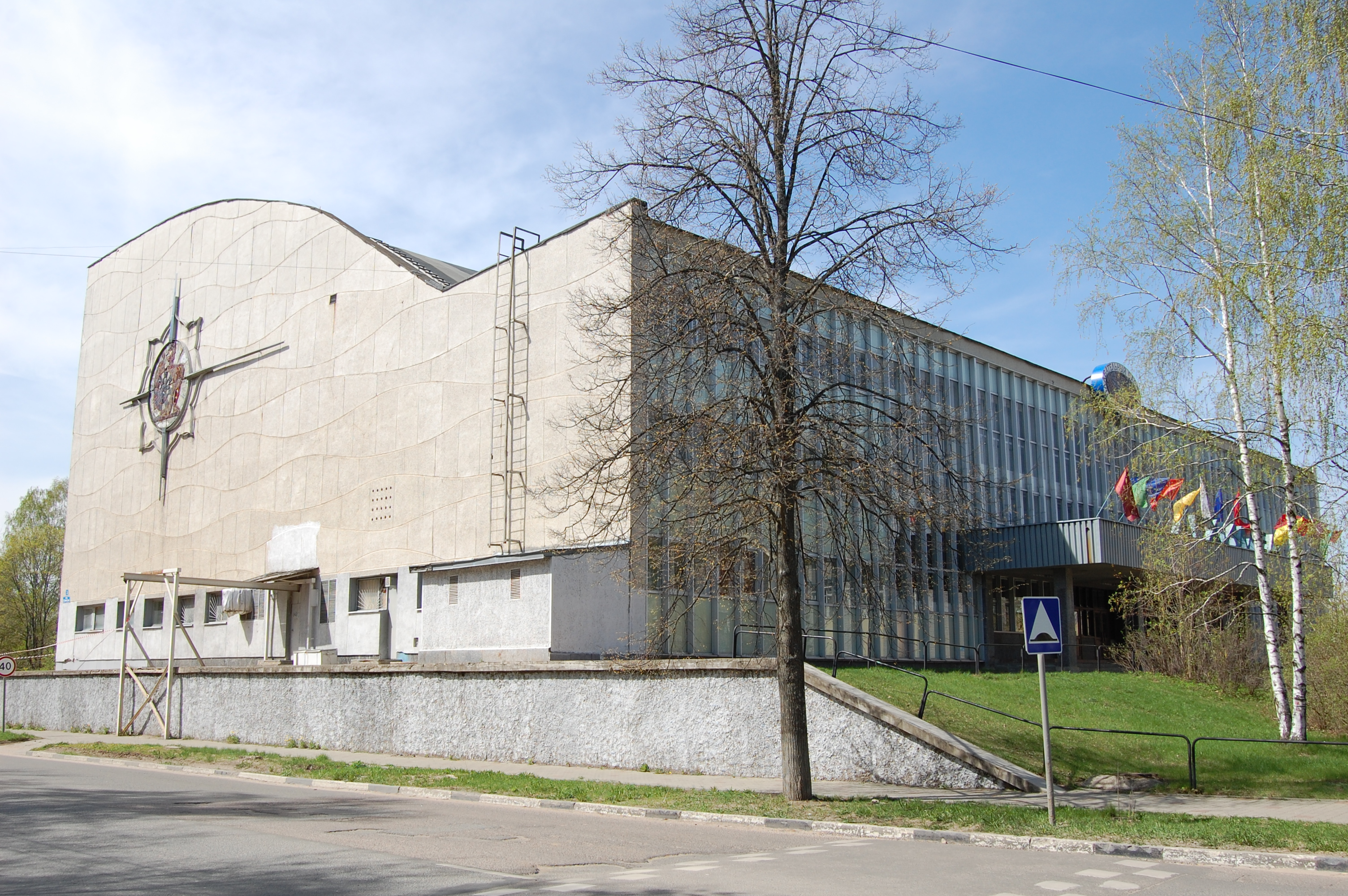
Бассейн «Архимед». Подразделение ОИЯИ. Открыт в 1971 (по другим данным, в 1970 году). В нём восемь дорожек по 50 метров, три вышки по 5 метров, одна 7 м. Был одним из лучших бассейнов в СССР. В 1972 году в нём впервые в мире была запущена воднолыжная лебёдка, изобретённая братьями Нехаевскими
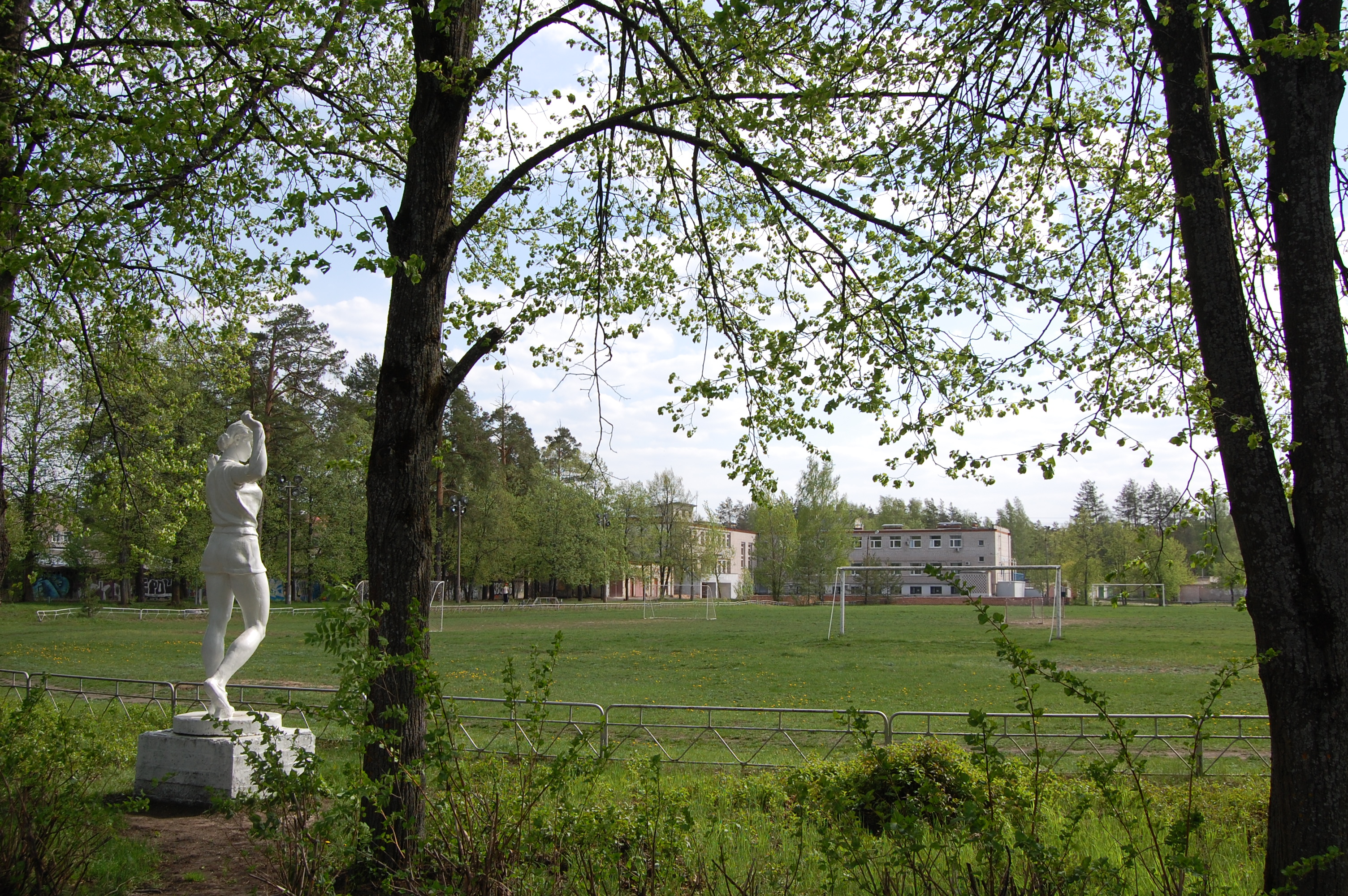
Стадион ОИЯИ «Наука» и советская скульптура девушки-спортсменки

В городе есть свои команды по:
- американскому футболу — «Витязи»
- футболу — ФК «Дубна»

Секции и школы, подготовившие спортсменов уровня чемпионов России и мира:
- школа воднолыжного спорта братьев Нехаевских
- школа самбо Бориса Пивоварова
- секция настольного тенниса на базе стадиона ОИЯИ
- секция тяжёлой атлетики ОИЯИ

В 2004 году в Дубне впервые прошёл этап Кубка мира по водным лыжам, а всего российский этап здесь проходил 6 раз. В 2011 году состоялся чемпионат мира по водным лыжам, также проводились гонки на катерах «Формула-2000» и чемпионат России по аквабайкам.

## Транспорт
Дубна — конечный пункт однопутной железнодорожной ветки от ст. Вербилки Савёловского направления МЖД. В городе есть две станции — Дубна и Большая Волга. В день отправляется в среднем 12 электропоездов до Москвы. Из них два — электропоезда повышенной комфортности — «экспрессы». Дубненские экспрессы были первыми пригородными поездами такого типа в Московской области. В 2012 году МЖД неудачно попыталась заменить курсирующие между Дубной и Москвой электропоезда повышенной комфортности типа ЭД4МК-076/078 на менее удобные ЭД4М компании РЭКС. Замена экспрессов на РЭКСы состоялась в 2017 году.
Город является конечной точкой автодороги А104, связывающей его с Москвой, а также начальным пунктом дороги Р116, связывающей его с Кимрами. Ходят регулярные автобусные рейсы в Конаково, Кимры, Талдом, Дмитров, Москву. Транзитом через Дубну идут автобусы из Москвы до станции Савёлово.
В 1970—1980-x годах существовало регулярное сообщение речным пассажирским транспортом с ближайшими городами на Волге — Угличем, Тверью. Ходили суда на подводных крыльях (Метеор). В 2014 году восстановлена пристань, на которой для проведения экскурсий в Дубне швартуются многопалубные круизные теплоходы, следующие из Москвы на Волгу и обратно.
В городе популярно передвижение на велосипедах. В советский период Дубну называли «городом велосипедистов», потому что основным видом передвижения по городу был велосипед. По городу были установлены стоянки велосипедов у общественных зданий и рабочих помещений.
29 ноября 2018 года введён в эксплуатацию четырёхполосный автомобильный мост через Волгу.

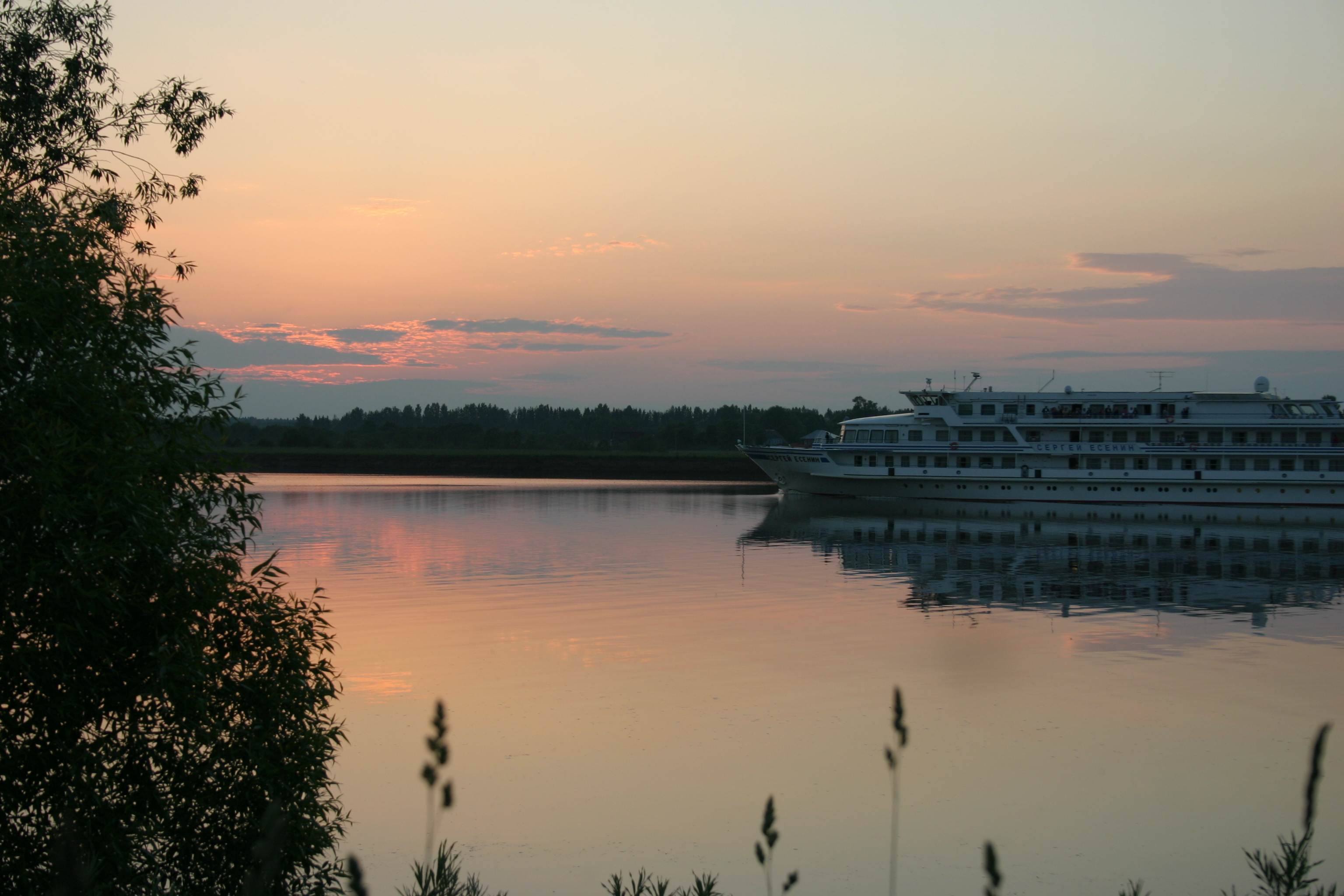
Теплоход «Сергей Есенин» на Волге в Дубне
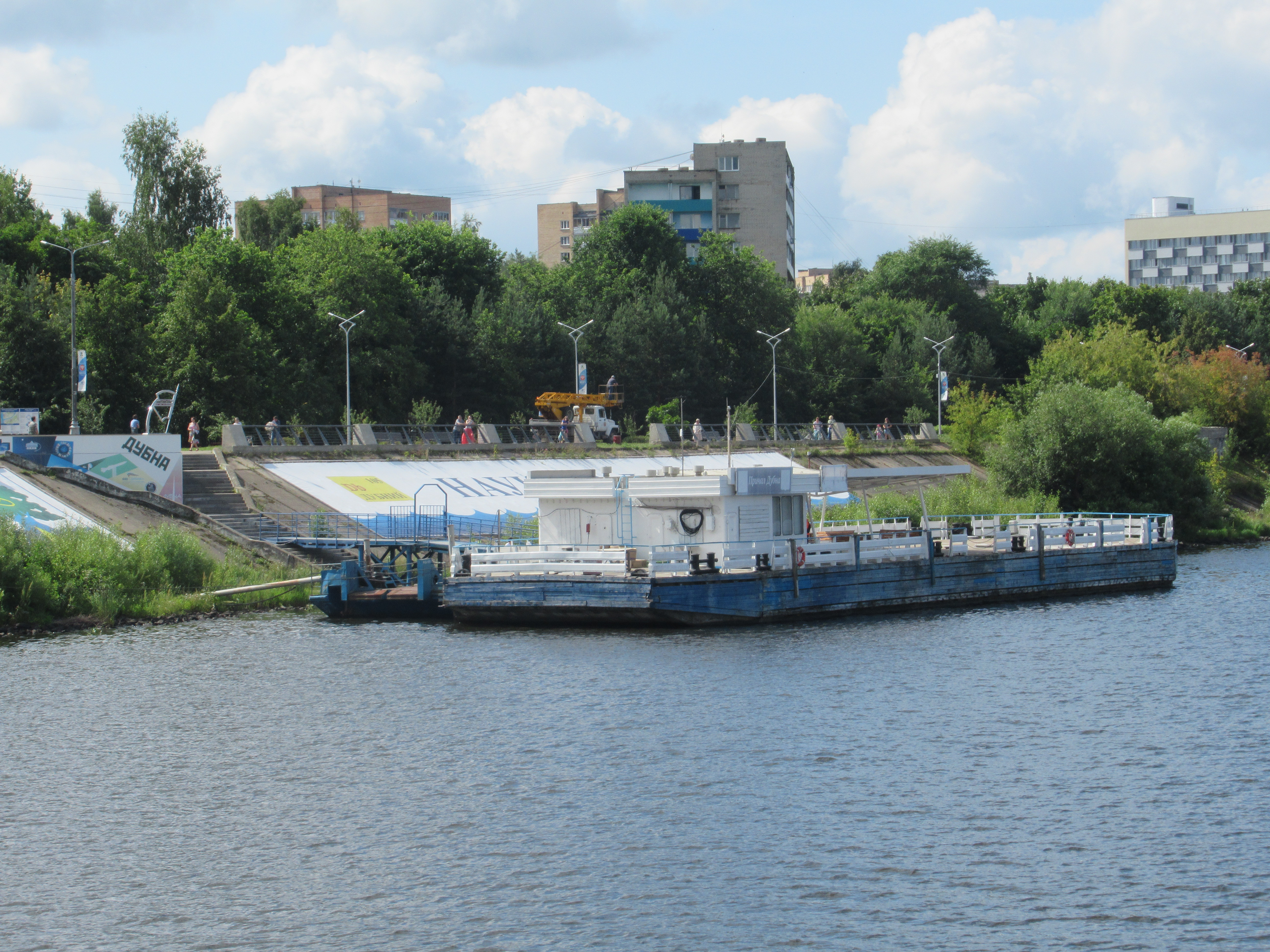
Причал для речных пассажирских судов
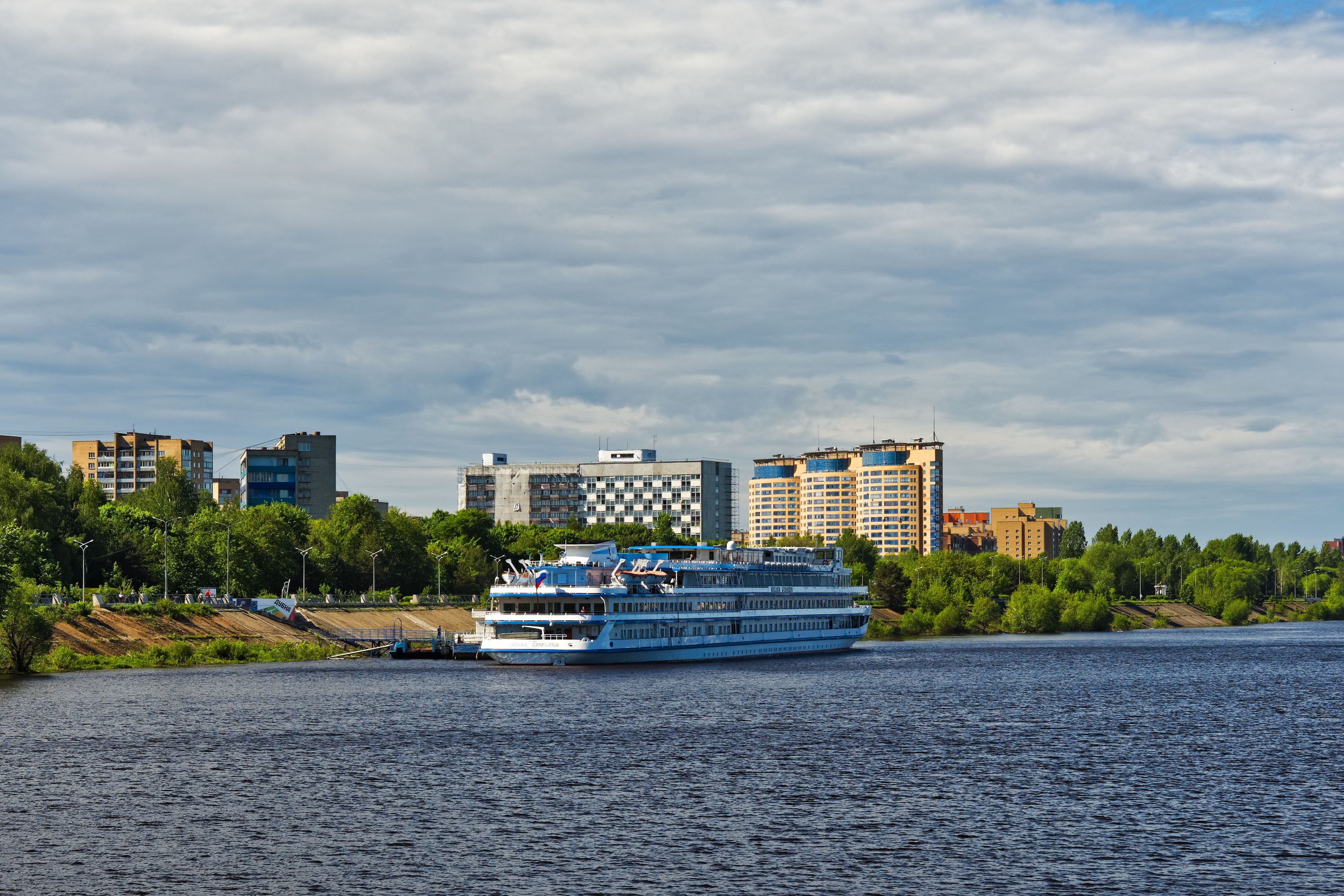
Теплоход «Михаил Булгаков» на причале

## СМИ
В Дубне имеются следующие СМИ:
- Телеканал «Дубна»
- Газета «Вести Дубны»
- Газета «Дубна: наука, содружество, прогресс»
- Газета «Дубненское наследие»
- Газета «Открытая Дубна»
- Газета «Площадь Мира»
- Газета «Встреча»
- Газета «Всё для Вас»
- Газета «Компаньон и К»
- Электронное СМИ Дубна.ру
- Журнал «Аудитория»
- Журнал «ВечерОК»

## В честь города названы
- 105-й элемент таблицы Менделеева дубний.
- Первый самолёт серии Ту-95МСМ.

## Города-побратимы
- Ла-Кросс (штат Висконсин, США)
- Гиват-Шмуэль (Округ Гуш-Дан, Израиль)
- Алушта (Крым, Россия/Украина[112])
- Голдап (Варминско-Мазурское воеводство, Польша)
- Курчатов (Восточно-Казахстанская область, Казахстан)
- Линьцан (Юньнань, Китай)
- Нова-Горица (Словения)[113]
- Нова-Дубница (Словакия)[113]

### Карты Дубны
- Космоснимки — спутниковые снимки Дубны
- Современные и старинные карты территории Дубны